# Arquitectura romana d'Orient

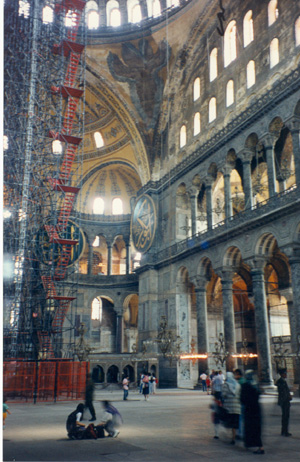
Interior de l'antiga basílica de Santa Sofia (Istanbul), obra mestra de l'arquitectura romana d'Orient

L'arquitectura romana d'Orient és l'estil arquitectònic que va vigir durant l'Imperi Romà d'Orient des de la caiguda de l'Imperi Romà d'Occident al segle v. La capital de l'Imperi d'Orient era Constantinoble (Constantinopolis o ciutat de Constantí), actualment, Istanbul, i això des de l'any 330, moment que altres autors fixen com l'inici de l'arquitectura romana d'Orient. L'arquitectura romana d'Orient s'inscriu dins del marc de l'art romà d'Orient, i abasta doncs un llarg espai de temps, que s'inicia en el segle iv i al que posa fi abruptament la caiguda de Constantinoble en mans dels otomans en 1453, ja al segle xv. Sol dividir -la en tres períodes diferenciats: el període inicial, l'intermedi i el final.
El marc geogràfic de l'arquitectura romana d'Orient coincideix en línies generals amb l'extensió geogràfica de l'Imperi Romà d'Orient, una zona que va canviar segons les guerres i conquistes. Les zones de major presència de l'arquitectura romana d'Orient es corresponen amb els territoris de les actuals Turquia i Grècia, Bulgària, Romania i àmplies parts d'Itàlia, juntament amb Síria i Palestina. A més, com a resultat de l'expansió del cristianisme entre els pobles eslaus a partir del segle viii per l'Església Ortodoxa romana d'Orient, aquest estil es va estendre per les actuals Ucraïna, Rússia i Belarús. Alguns elemen ts arquitectònics (com per exemple les cúpules de ceba) van esdevenir emblemes de l'identitat de les esglésies ortodoxes fins a l'actualitat.
D'altra banda, l'art romà d'Orient va ser un art oficial, en funció de les relacions del poder eclesiàstic amb el poder civil, que se sustentava amb el suport de l'Església. La mateixa existència de l'Imperi Romà d'Orient es va vincular a l'expansió de l'Església Ortodoxa i de l'art romà d'Orient.
Per les circumstàncies històriques i de la zona geogràfica en què es va generar, l'arquitectura romana d'Orient va rebre, sobre una base formada essencialment per l'arquitectura romana, fortes influències d'altres estils arquitectònics, especialment d'estils procedents de la zona de l'Orient Pròxim. D'altra banda, a més de la ja apuntada influència en els estils arquitectònics de països relacionats amb l'Església Ortodoxa, cal destacar que des de la zona de Ravenna, a Itàlia, en el seu extrem occidental de distribució, va influir en l'arquitectura carolíngia i, a través d'aquesta, en l'arquitectura romànica, alhora que des del sud d'Itàlia, especialment a la zona de Sicília, va aportar alguna de les seves característiques a la versió adaptada a la zona de l'arquitectura normanda, que era una de les variants de l'arquitectura romànica.
Algunes de les característiques distintives de l'arquitectura romana d'Orient són, a més de la forma ja indicada de les cúpules, l'ús del maó com a material constructiu en substitució de la pedra, l'ús massiu dels mosaics com a element decoratiu en substitució de les escultures, la major elevació dels edificis com a resultat del realç de les cúpules, i la troballa d'un sistema que permet conjugar l'ús constructiu per a les dites cúpules d'un suport de planta Quadrat però que permet la rematada mitjançant un tambor en una cúpula rodona, en moltes ocasions amb prolongació d'un aler ondulat.

## Períodes

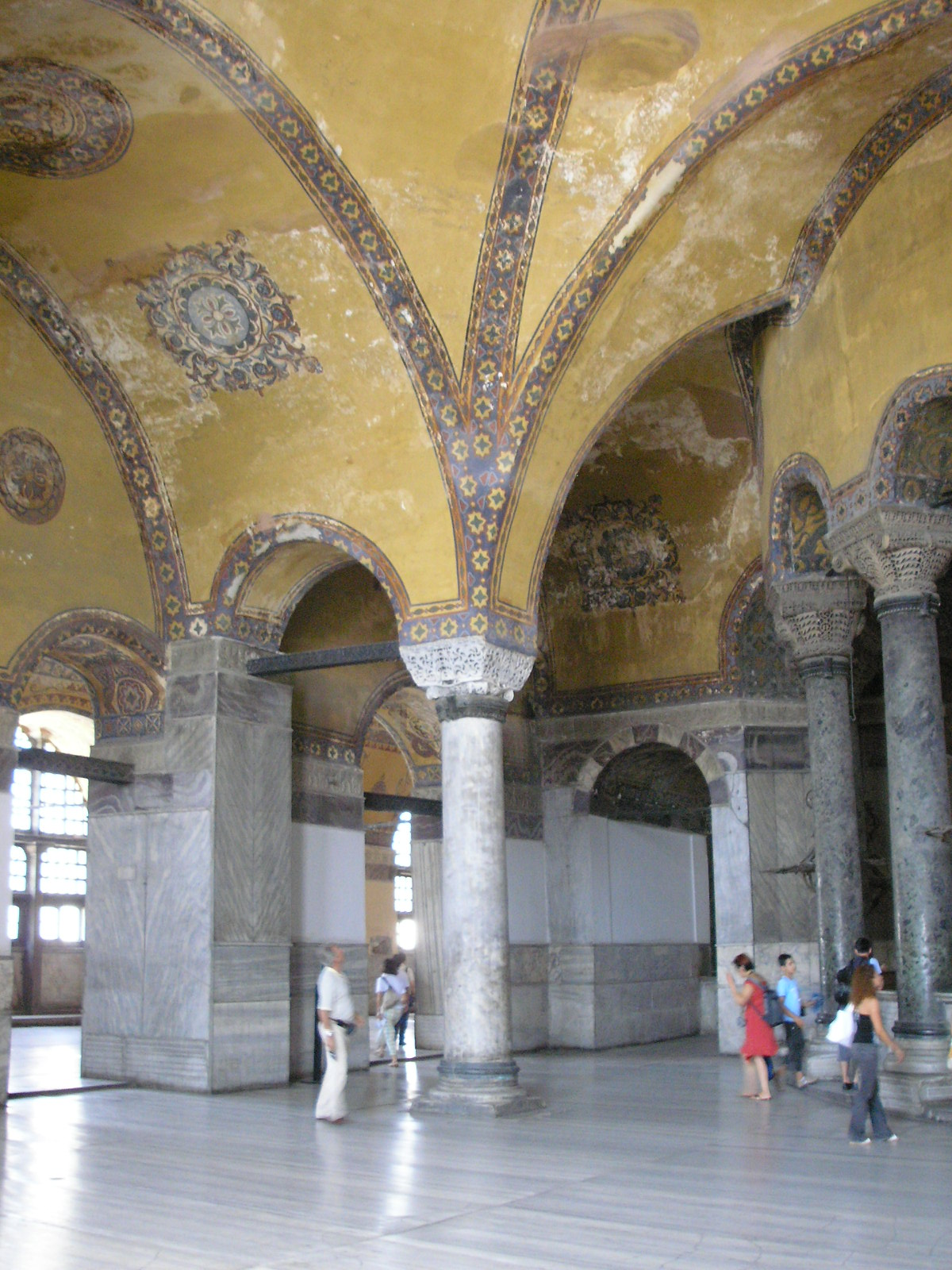
Columnes de la galeria superior de l'església de Santa Sofia

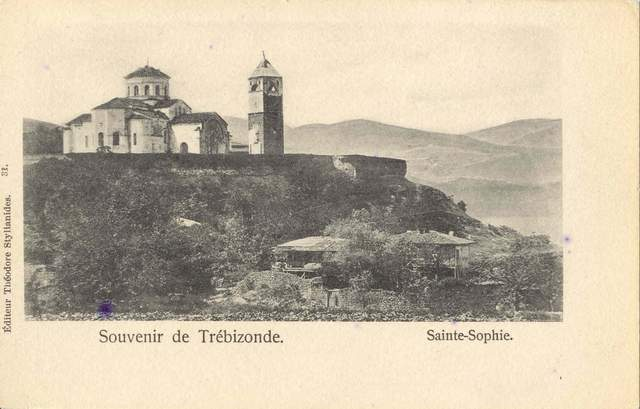
Església de Santa Sofia de Trebisonda

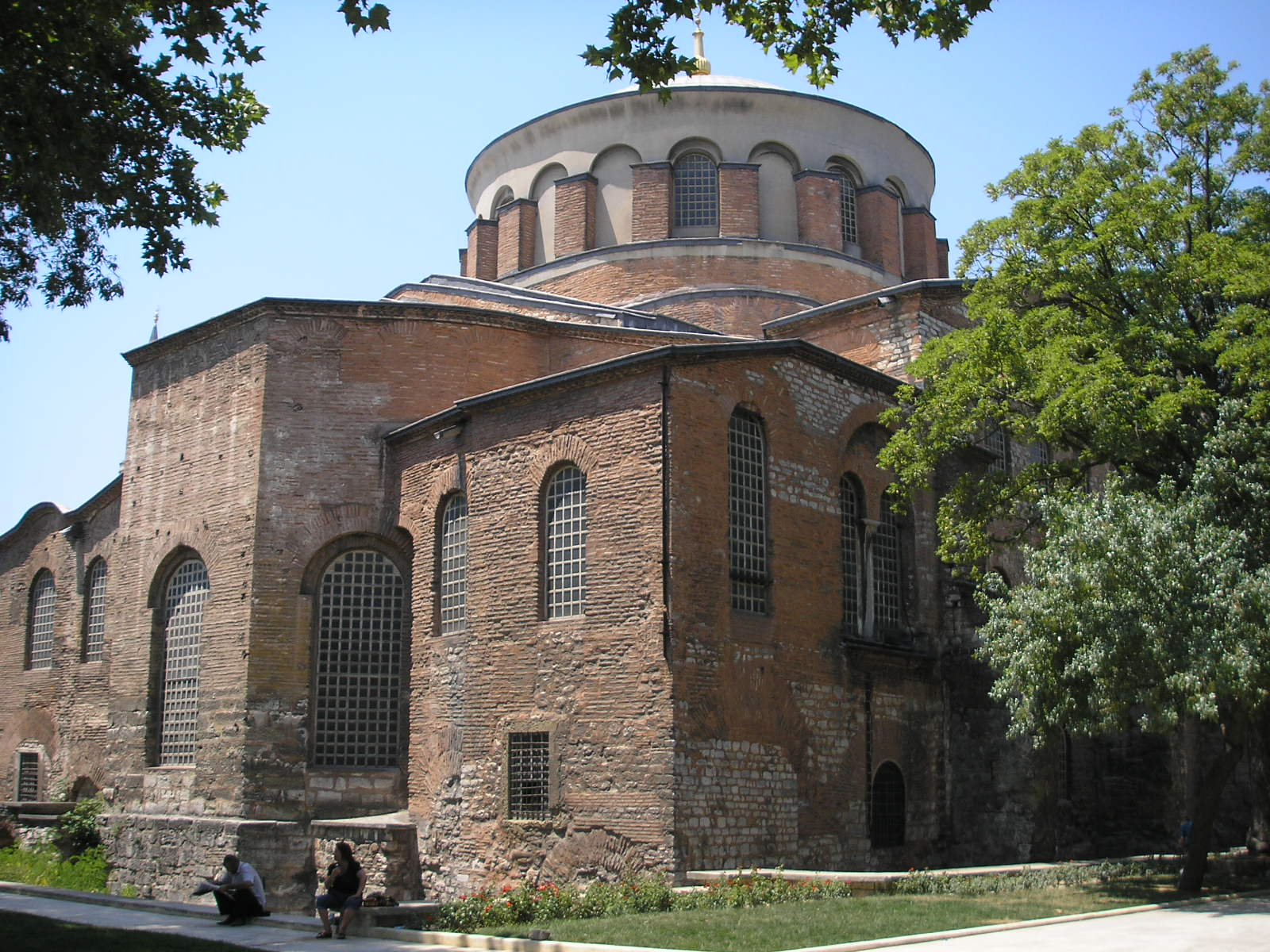
Església de la Santa Pau, Constantinoble

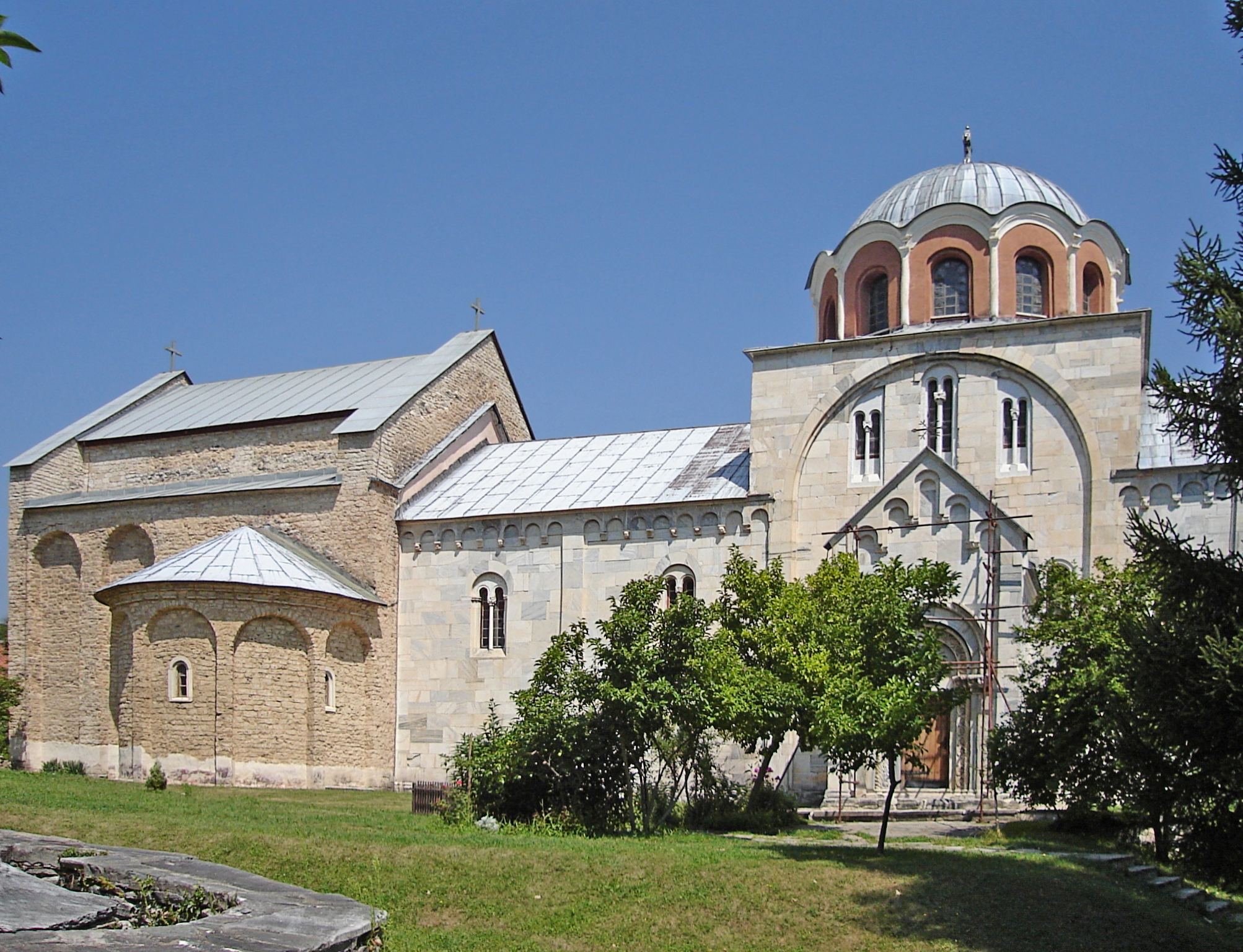
Monestir de Studenica, a Sèrbia

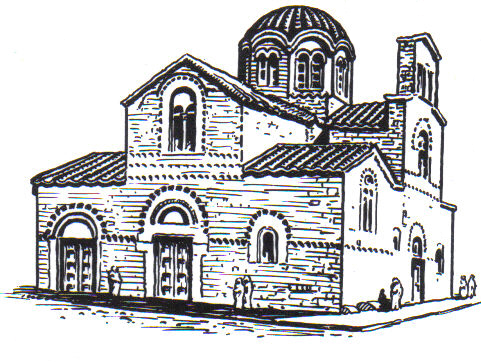
Exemple d'arquitectura romana d'Orient.

Tot i que en els primers moments l'arquitectura romana d'Orient no es distingia especialment de l'arquitectura romana. En els seus primers balbucejos, n'era una mera derivació regional, la llarga evolució en el temps de la mateixa va permetre l'emergència consolidada d'un estil arquitectònic distintiu, que quedava d'altra banda molt permeabilitzat davant les influències que rebia de les arquitectures orientals.
Un dels trets que van ser mantingutsva ser l'ús del maó per a l'arquitectura de les esglésies, que va substituir la pedra, que era el material constructiu de l'arquitectura romana, al que s'afegeix una més lliure interpretació dels ordres clàssics, la substitució de les escultures com a elements decoratius dels edificis pels mosaics o el realç de les cúpules, que s'eleven a major altura que en altres estils arquitectònics anteriors.
El període abastat per l'arquitectura romana d'Orient pot dividir a efectes del seu estudi en tres subperíodes ben clarament diferenciats: un període inicial (o Primera Edat d'Or), un període intermedi (o Segona Edat d'Or) i un període final (o Tercera Edat d'Or).

### Període inicial

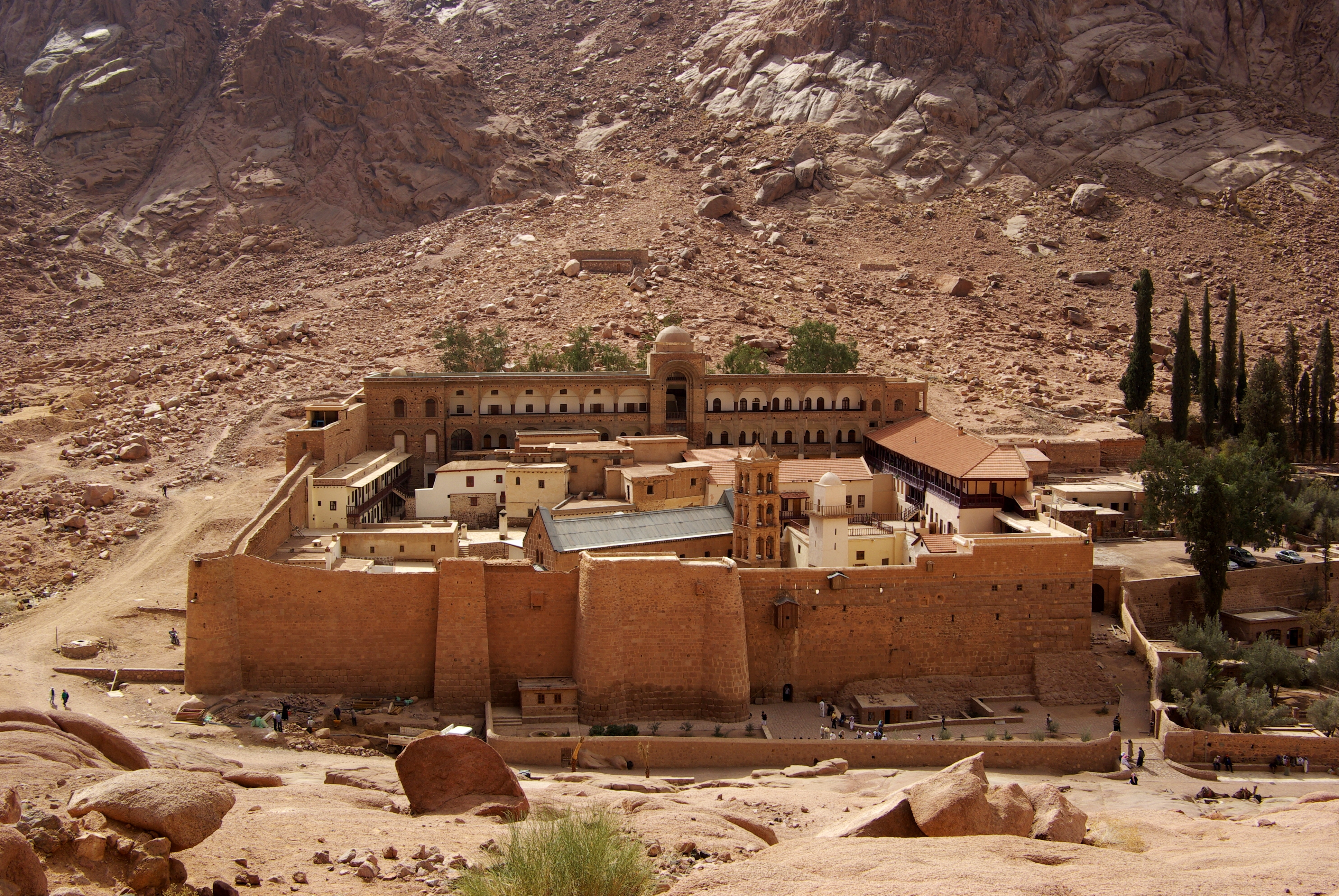
Monestir de Santa Caterina del Sinaí

En el període inicial o Primera Edat d'Or, el moment de plenitud es correspon amb l'època de l'emperador romà d'Orient Justinià I, al segle vi, va ser quan es van realitzar les més grandioses obres arquitectòniques que posen de manifest els caràcters tècnics i materials de l'estil arquitectònic, així com el sentit constructiu que caracteritza l'art romà d'Orient d'aquest període. La influència de l'arquitectura romana d'Orient arribà a gairebé cada racó d'Europa.
Les principals obres corresponents a aquest període de l'arquitectura romana d'Orient que han arribat fins a nosaltres es troben sigui a Constantinoble sigui en Ravenna, a Itàlia, a l'àrea més occidental de difusió de l'estil. Així, es troben a Constantinoble l'església de Santa Sofia, l'església de la Santa Pau i l'església dels Sants Sergi i Bacus, mentre que a Ravenna es poden contemplar l'església de Sant Vital o la Basílica de Sant Apol·linar el Nou. No podem oblidar diverses obres d'enginyeria civil, com ara la Cisterna de la Basílica, edificada al 532.
No obstant això, també corresponen a aquest mateix període inicial l'església de Sant Demetri a Salònica (en l'actual Grècia), el monestir de Santa Caterina al Mont Sinaí (en l'actual Egipte), el monestir de Jvari a l'actual Geòrgia i tres esglésies a Vagharxapat (Armènia). Aquestes tres últimes esglésies són de construcció successiva a partir de l'any 600, i mostren un perfecte exemple de l'evolució de l'arquitectura romana d'Orient a les províncies orientals més allunyades de la capital, províncies d'altra banda que van ser ràpidament perdudes davant l'avanç dels exèrcits islàmics.
També han arribat fins a nosaltres diverses edificacions de menor envergadura o importància arquitectònica, disseminades per tot el conjunt de l'àrea general de distribució de l'estil arquitectònic romà d'Orient. Cal tenir present que, especialment en les zones més orientals de l'actual Turquia, moltes d'elles van ser readaptades ja fa segles per al seu ús com mesquites.

### Període intermedi

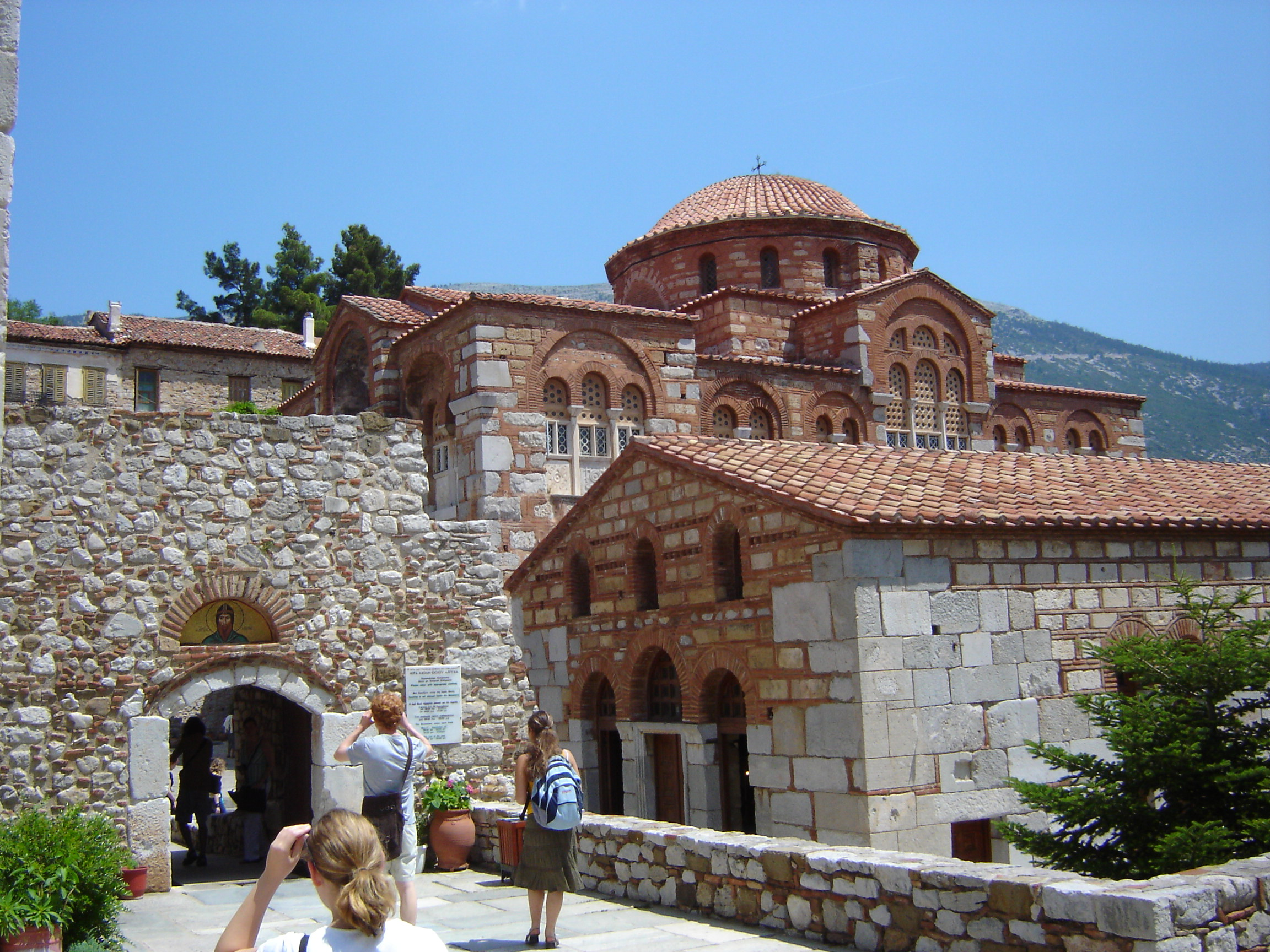
El Monestir d'Ossian Loukas a Grècia, representatiu de l'arquitectura romana d'Orient en època de la dinastia macedònia.

El període intermedi, o Segona Edat d'Or de l'art romà d'Orient, es caracteritza per la predominança de les esglésies de planta a creu grega amb coberta de cúpules realçades sobre tambor i amb una prominent cornisa ondulada a la base exterior.
A aquest esquema compositiu corresponen, per exemple, la catedral d'Atenes, l'església del monestir de Daphni, que utilitza trompes en comptes de petxines, i els conjunts monàstics del Mont Atos a Grècia.
Aquest tipus nou d'església es plasma en la desapareguda església de Nea de Constantinoble (881), construïda per Basili el Macedoni.
Per a aquest període en l'arquitectura romana d'Orient ens enfrontem amb el problema plantejat per la iconoclàstia, que va arruïnar moltes de les edificacions dels inicis del període. Així, pel que fa a edificacions d'envergadura dels primers temps del període intermedi, a Grècia només subsisteix la basílica de Santa Sofia de Salònica. Una altra edificació d'importància, l'Església de l'Assumpció de Nicea, va sobreviure fins al segle xx, encara que va quedar destruïda en la dècada del 1920 en els combats emmarcats en la guerra Greco-Turca, però, almenys sí que han arribat fins a nosaltres diverses fotografies del temple.
Respecte de l'època de la dinastia macedònia, que és tradicionalment considerada com el compendi de l'art romà d'Orient, tampoc ens ha deixat grans realitzacions. Es presumeix que la desapareguda Theotokos Panachrantos, o església votiva de la Immaculada Mare de Déu, de Constantinoble, obra de Basili I, que es correspon amb les restes existents sota la moderna mesquita Fenari Isa Camii, hagi servit com a model per moltes construccions amb planta en forma de creu inscrita en un cercle, com la Monestir d'Ossian Loukas (a Grècia, any 1000), el Monestir de Néa Moni (illa de Quios, un projecte llargament acariciat per Constantí IX) o el Monestir de Dafni (Chaidari, localitat a l'Àtica propera a Atenes).
La planta amb forma d'una creu inscrita en un cercle és, d'altra banda, la forma més expandida cap als territoris recorreguts pels missioners romans ortodoxos que en els temps de la dinastia macedònia recorrien els territoris dels pobles eslaus per fer-ne cristianització. La Catedral de Santa Sofia d'Okhrida (en l'actual Macedònia del Nord) o la catedral de Santa Sofia de Kíiv (en l'actual Ucraïna) són testimoni eloqüent de l'ús de la cúpula de tambor, que amb el temps es converteixen en cada vegada més altes i més esveltes.

### Període final
El període final o Tercera Edat d'Or abasta el lapse de temps comprès entre els segles xiii i XV, coincidint amb les dinasties dels Comnens i els Paleòlegs; -hi predominen les plantes d'esglésies cobertes mitjançant cúpules bulboses sobre tambors circulars o poligonals.
Al període dels Comnens pertany l'Elmali Kilis a Capadòcia; a Constantinoble, l'església del Pantocràtor (avui coneguda com a Zeyrek Camii) i l'església de la Theotokos Kyriotissa (Mare de Déu del Tron) (avui coneguda com a Kalenderhane Camii). Igualment s'han conservat nombroses esglésies en el Caucas, Rússia, Bulgària, Sèrbia i altres països eslaus, igual que a Sicília (Cappella Palatina del Palazzo dei Normanni) o Venècia (Basílica de Sant Marc, Catedral de Santa Maria de l'Assumpció a Torcello).
Al període dels Paleòlegs pertanyen una dotzena d'esglésies a Constantinoble, especialment Sant Salvador de Cora (avui Kahriye Camii) i Theotokos Pammakaristos (Santa Mare de Déu) (avui Fetiye Camii). Una característica de totes elles és la de no accentuar la verticalitat, primant l'estructura horitzontal, el que no les dota de la magnificència d'altres esglésies de Constantinoble. L'única que no compleix la regla és l'església de Santa Sofia de Trebisonda. A aquesta etapa corresponen a Grècia l'església dels Sants Apòstols de Tessalònica, del segle xiv, l'església de Mistràs, al Peloponès, i alguns monestirs del Mont Atos.

## Característiques

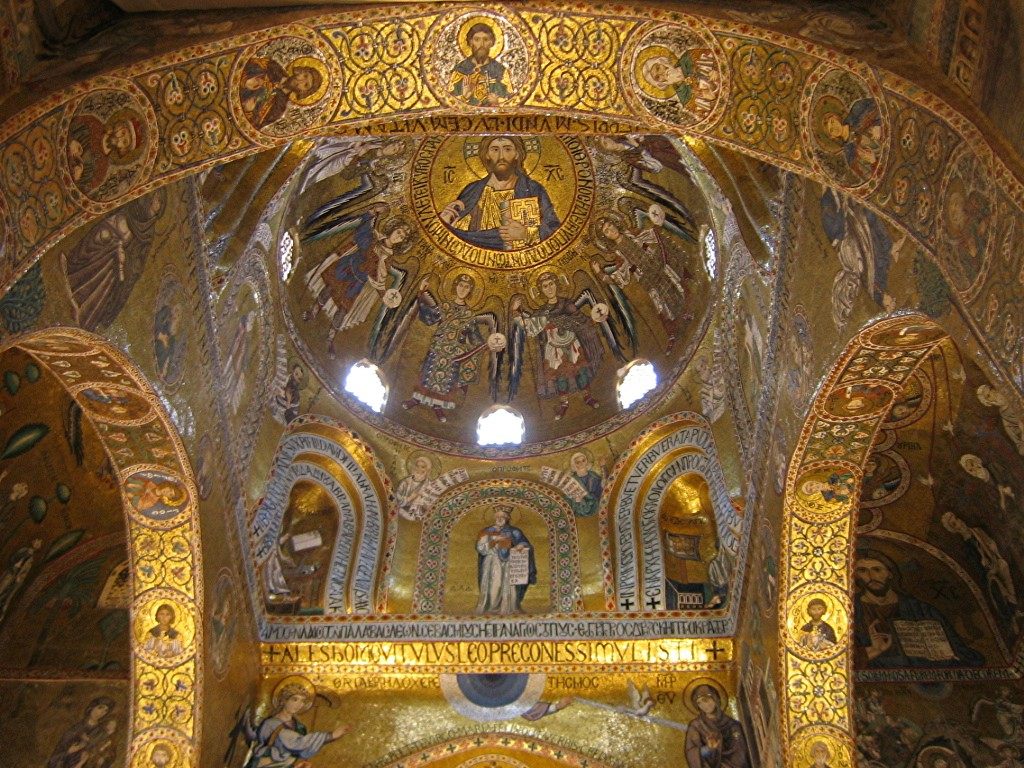
Capella palatina de Palerm.

L'arquitectura romana d'Orient va mantenir diversos elements de l'arquitectura romana i de la paleocristiana oriental, com els materials (maó i pedra per a revestiments exteriors i interiors de mosaic), arcuacions de punt, columna clàssica com a suport, etc. Però també van aportar nous trets entre els quals destaca la nova concepció dinàmica dels elements i un nou sentit espacial i, sobretot, l'ocupació sistemàtic de la coberta voltada, especialment la cúpula sobre petxines, és a dir, triangles esfèrics en els angle és que faciliten el pas de la planta quadrada a la circular de la cúpula. Aquestes voltes semiesfèriques es construïen mitjançant filades concèntriques de maó, a manera de corones de ràdio decreixent reforçades exteriorment amb morter, i eren concebudes com una imatge simbòlica del cosmos diví.
Una altra aportació de gran transcendència va ser la decoració de capitells, dels que hi va haver diversos tipus, així, el de tipus teodosià és una herència romana, emprat durant el segle iv com evolució de l'ordre corinti i tallat a trepà, semblant a vespers; altra varietat va ser el capitell cúbic de cares planes decorat amb relleus a dos plans. En un i altre cas era obligada la col·locació sobre ells d'un cimaci o peça troncopiramidal decorada amb diversos motius i símbols cristians.
En la tipologia dels temples, segons la planta, abunden els de planta centralitzada, sens dubte concordant amb la importància que es concedeix a la cúpula, però no són inferiors en nombre les esglésies de planta basilical i les cruciformes amb els trams iguals (planta de creu grega).
En gairebé tots els casos és freqüent que els temples, a més del cos de nau principal, tingui un atri o nàrtex, d'origen paleocristià, i el presbiteri precedit d'iconostasi, anomenada així perquè sobre aquest tancament calat es posaven les icones pintades.

### Evolució estructural

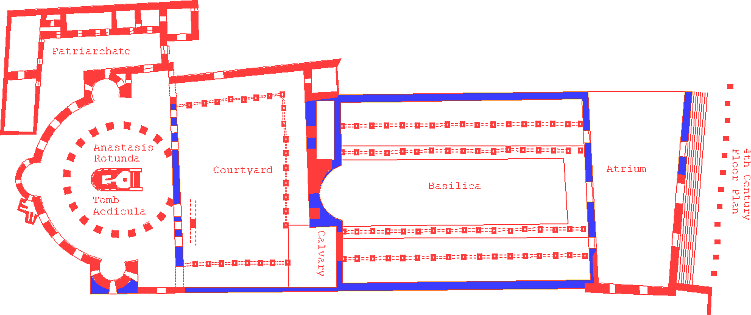
Planta de l'església del Sant Sepulcre a Jerusalem, del.

En els primers temps del primer període de l'arquitectura romana d'Orient, les construccions d'esglésies a les regions de Palestina i Síria en època de l'emperador Flavi Claudi Constantí estaven efectuades segons dos models diferents de planta de l'edifici: la planta basilical o axial, com ara passa a l'església del Sant Sepulcre de Jerusalem, i la planta circular o central,
com és el cas de la perduda gran església octogonal que existia a Antioquia.

#### Esglésies de planta central

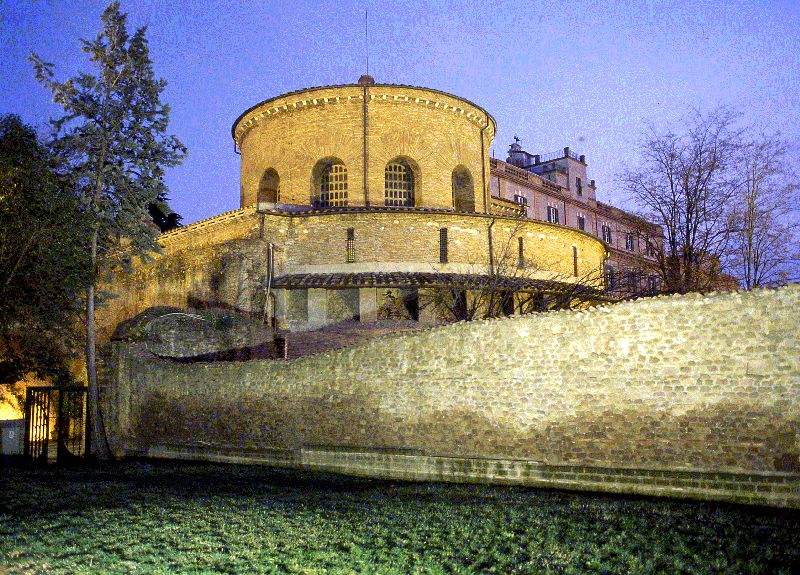
Aspecte extern del Mausoleu de Santa Constança a Roma

Planta de l'Església dels Sants Sergi i Bacus de Constantinoble

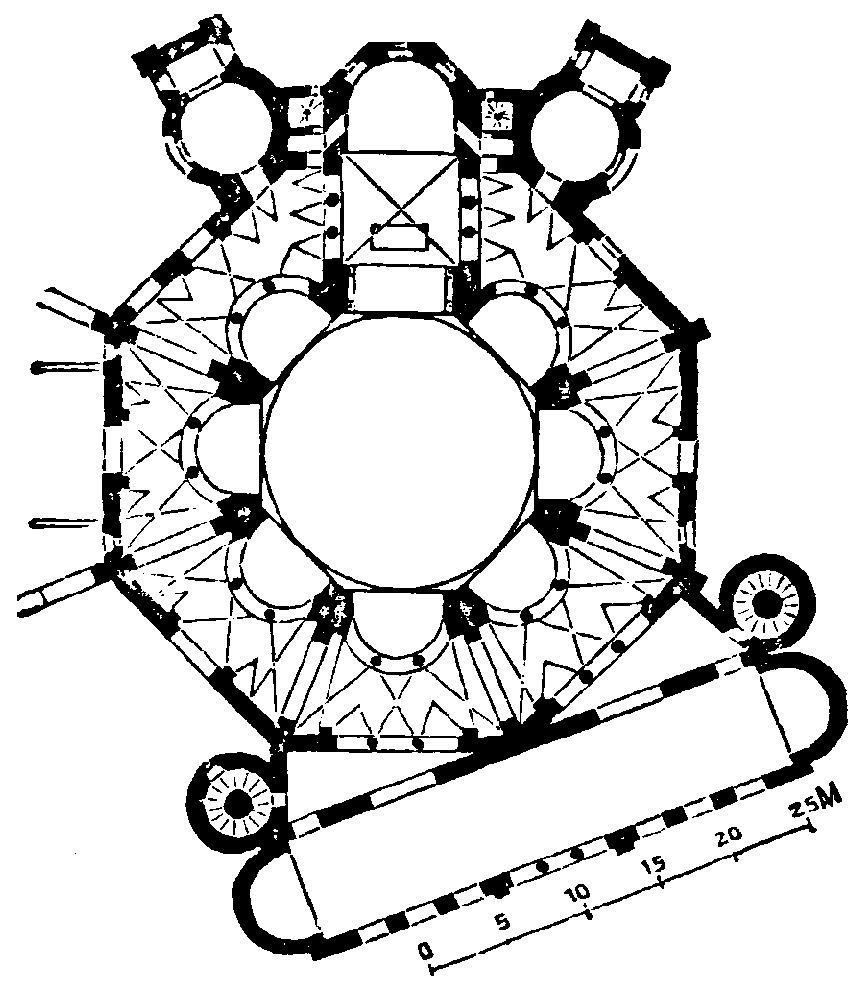
Planta de l'església de Sant Vidal de Ravenna

Cal suposar que les esglésies amb una planta central havien de disposar gairebé sempre d'una coberta volta, ja que l'existència d'una cúpula central nera l'autèntica raó de ser. L'espai central quedava envoltat per un mur de gran gruix, en el qual apareixien profunds buits per la cara interior, com succeeix a l'església de Sant Jordi de Salònica (segle v), o bé per un deambulatori amb volta de canó, com és el cas en el Mausoleu de Santa Constanza a Roma (segle iv).
Les profundes obertures existents en l'espai central conformarien d'aquesta manera els braços d'una creu, contribuint així al manteniment de la volta central de l'edifici, com passa per exemple en el cas del Mausoleu de Gal·la Placídia a Ravenna, datat en el segle v.
La més famosa de les esglésies pertanyents a aquest tipus era possiblement l'església dels Sants Apòstols, que era també ubicada a la ciutat de Constantinoble. Els suports per a les voltes van ser posteriorment aplicats també a les esglésies construïdes amb una planta basilical, com és el cas per exemple en l'església de la Santa Pau, també situada a Constantinoble, del segle vi, en què la llarga nau de l'església que conforma el seu cos queda coberta per dues cúpules adjacents entre si.
A l'Església dels Sants Sergi i Bacus de Constantinoble i en l'església de Sant Vidal de Ravenna, esglésies amb planta central, l'espai que queda sota la cúpula queda ampliat amb l'addició dels absis a l'octàgon.
Finalment, a l'església de Santa Sofia de Constantinoble, datada al segle vi, es va idear una combinació que representa molt bé un projecte arquitectònic interessant i nou: l'espai central de forma quadrada de 30 metres de banda va quedar augmentat fins als 60 metres amb l'addició de dues hemicicles en els costats est i oest; aquests hemicicles queden posteriorment ampliats de nou mitjançant l'afegit de tres absis menors al costat est i d'altres dos al costat oest.
Aquesta àrea ininterrompuda de gairebé 80 metres de llarg per més de 30 metres d'ample quedava internament coberta per un sistema de cobriment amb una cúpula. D'altra banda, sobre les cobertes dels absidioles s'eleven dos grans semi-cúpules que cobreixen al seu torn els hemicicles, després de les quals emergeix al seu torn la gran cúpula que es troba sobre el quadrat central. Aquesta última se sosté en els seus costats nord i sud mitjançant cobertes a dos plans que atorguen a tot el conjunt un aspecte extern quadrat.

#### Esglésies de creu grega inscrita en un quadrat
A l'església dels Sants Apòstols de Tessalònica, del segle vi, sobre una planta cruciforme es trobaven disposades cinc cúpules; la central d'aquestes és l'emplaçada a una altura major. Cap altra església construïda després del segle vi podrà competir en grandiositat amb aquesta obra de Justinià I, i les plantes de les esglésies tendiran a assimilar-se a un tipus únic. Una àrea central coberta per la cúpula quedava inscrita en un quadrat d'una mida sensiblement més gran: l'espai en cada un dels laterals identificava clarament una nau i un transsepte. De vegades l'espai central era quadrat, encara que a vegades era octagonal, o almenys eren vuit les pilastres que sostenien la cúpula en comptes de només quatre, amb nau i transsepte d'una mida proporcionalment menor.
Si dibuixem un quadrat i dividim cadascun dels seus costats en tres parts, sent la part central major, i partint dels punts obtinguts dividim l'àrea de nou ens farem una idea d'un projecte arquitectònic típic d'aquesta etapa. A partir dels punts de les divisions del costat est es desenvolupen tres absis, mentre que a la façana oest s'obria un estret pòrtic d'entrada, el nàrtex. Davant d'aquest quedava un espai quadrat, l'atri: de vegades hi ha una font central sota un baldaquí sostingut per columnes. Just sota el centre de la cúpula es trobava el púlpit, des del qual es proclamaven les Escriptures, trobant-se sota el púlpit el cor dels cantaires. Al costat est del quadrat central es trobava la iconòstasi, per separar el bema, on se situava l'altar, del cos de l'església. El bema era la zona de l'església que estava reservada per al clergat i els ministres, similar al presbiteri. L'altar es trobava protegit per un baldaquí o baldaquí recolzat sobre pilastres. Unes files de seients emmarcaven la circumferència de l'absis, amb el tron del patriarca en el punt central l'est formant el synthronon (tron col·lectiu). Els dos sectors menors i els absidioles al costat del bema eren els Pastofòria (prothesis i diaconicon). El púlpit i el bema eren adjacents a solea, un pas recolzat en els murs.

### Influències d'altres estils
Les continuades influències d'origen oriental queden de manifest en diversos aspectes, com per exemple en la decoració exterior dels murs de les esglésies edificades al voltant del segle xii, en què els maons gravats queden disposats d'una manera ornamental clarament inspirat en l'escriptura cúfica. Això estava associat a la disposició externa dels maons i de pedres segons una àmplia varietat de dissenys, aquest ús decoratiu és probablement d'origen oriental, ja que decoracions similars podem trobar-les en diversos edificis en Pèrsia, en l'anomenada arquitectura medo-persa.
Les cúpules i les voltes es trobaven recobertes externament amb plom o amb teules de tipus romà (planes). Els pollegueres de portes i finestres eren de marbre. Les superfícies interiors dels edificis es trobaven completament decorades en les seves parts situades a major altura amb mosaics o frescs a la part inferior amb revestiments de lloses de marbre, d'orígens i coloracions variats, disposades de manera que les diverses coloracions formessin una sèrie d'amplis panells. Els marbres de més qualitat eren tallats de manera que les dues superfícies obtingudes formessin un disseny simètric similar al de la pell dels animals.

#### La influència armènia

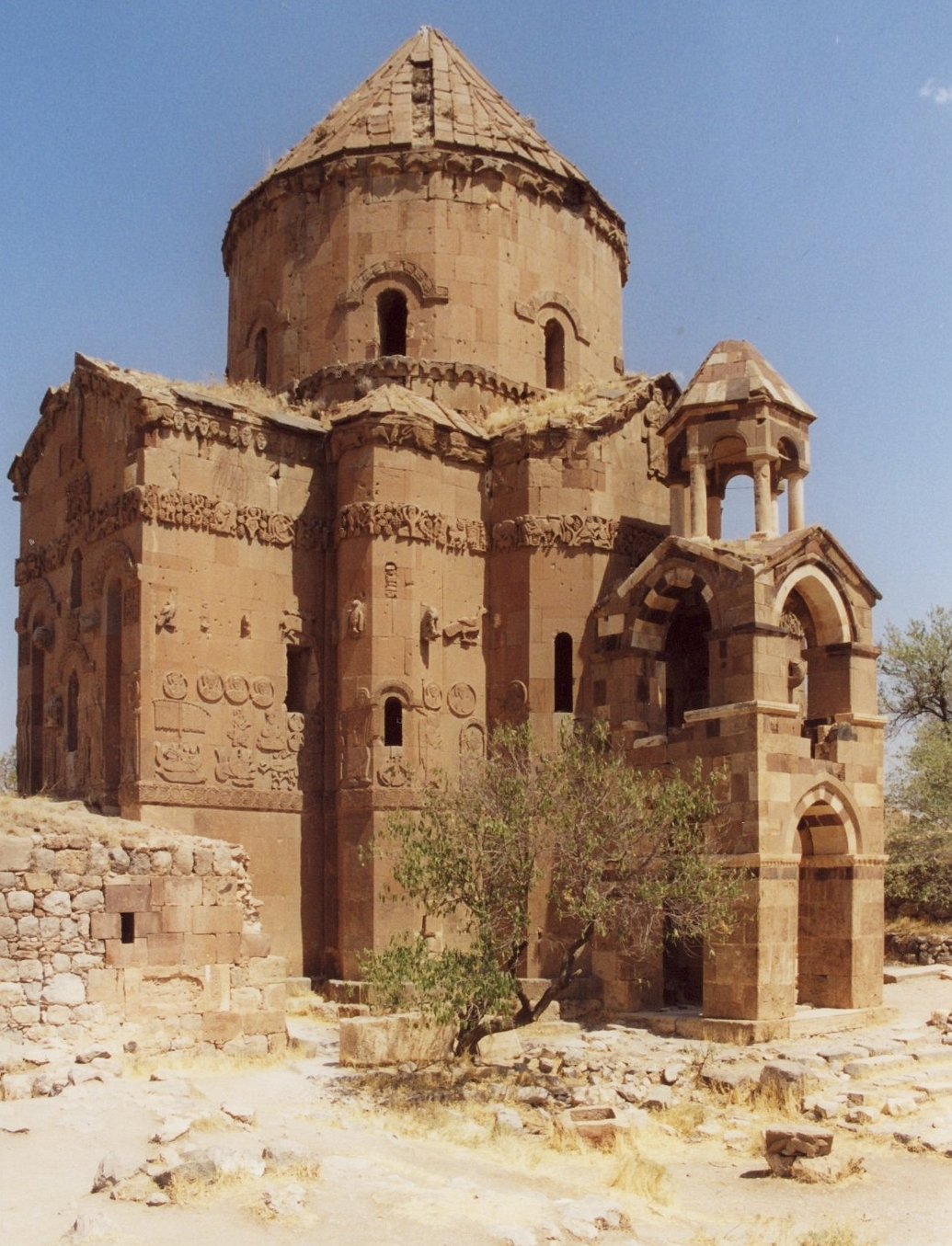
Església de l'illa d'Akdamar, al llac Van, a l'Anatòlia oriental.

Les aferrissades lluites pel control d'Armènia entre àrabs i romans van ocasionar la fugida d'Armènia de molts prínceps, nobles i soldats, i el seu destí la majoria de les vegades fou l'Imperi Romà d'Orient. Les migracions, acompanyades d'artistes i de diversos altres tipus de persones, haurien influït l'arquitectura romana d'Orient. La influència al revés sembla poc probable, ja que Armènia, intolerant respecte de Constantinoble per qüestions de fe religiosa, va expulsar del país a tots els seus dissidents l'any 719. Tenint en compte les circumstàncies, sembla difícil pensar en una admiració respecte de l'arquitectura romana d'Orient pels armenis.
En els segles VIII i IX no es donaven a Armènia les condicions necessàries per a un floriment cultural i artístic. No obstant això, les fortaleses en les quals molts prínceps armenis s'havien vist obligats a refugiar-van donar als arquitectes la possibilitat d'adquirir coneixements per a la construcció d'esglésies i convents dedicats a la memòria dels avantpassats, on havien de celebrar les misses per l'ànima dels difunts. Un monument descobert en Aní (Turquia) durant unes excavacions arqueològiques el 1910 havia estat probablement construït durant aquestes èpoques fosques. Una part de la bonica església d'Otzoun és del 718, i una part de la de Banak pertany al següent segle.
Posteriorment, els àrabs van tornar a aliar-se amb els armenis i, cap a principis del segle x, l'arquitecte Manuel construir la famosa església de l'illa d'Akdamar, l'obra més destacada d'aquest període, en el llac Van. Durant els segles ix i x es van construir altres diverses esglésies, com l'església i el convent de Narek, l'església del Salvador a Taron, i diverses esglésies a Ashtarak, Mazra, Aco, Horomos, Noratouz, Dariounk, Oughouzli, Soth, Makenatzotz, Vanevan, Salnapat, Sevan, Keotran (a prop d'Erevan), Taron (Sant Joan Baptista), Ishkhan, així com el convent de Shoghak, totes elles d'interès per la presència i riquesa de les seves decoracions.

## Exemples destacats

### Constantinoble
Com a capital de l'Imperi Romà d'Orient i lloc de residència dels emperadors romans d'Orient, a més de seu del patriarca de Constantinoble i de l'Església Ortodoxa, la ciutat de Constantinoble (l'actual Istanbul, a Turquia), concentra una gran quantitat de temples, esglésies, catedrals i altres edificacions religioses o civils pertanyents a l'arquitectura romana d'Orient, i això al llarg dels tres períodes d'aquest estil, des del seu naixement fins a la caiguda de Constantinoble el 1453 en mans de l'Imperi Otomà.

#### Església dels Sants Sergi i Bacus

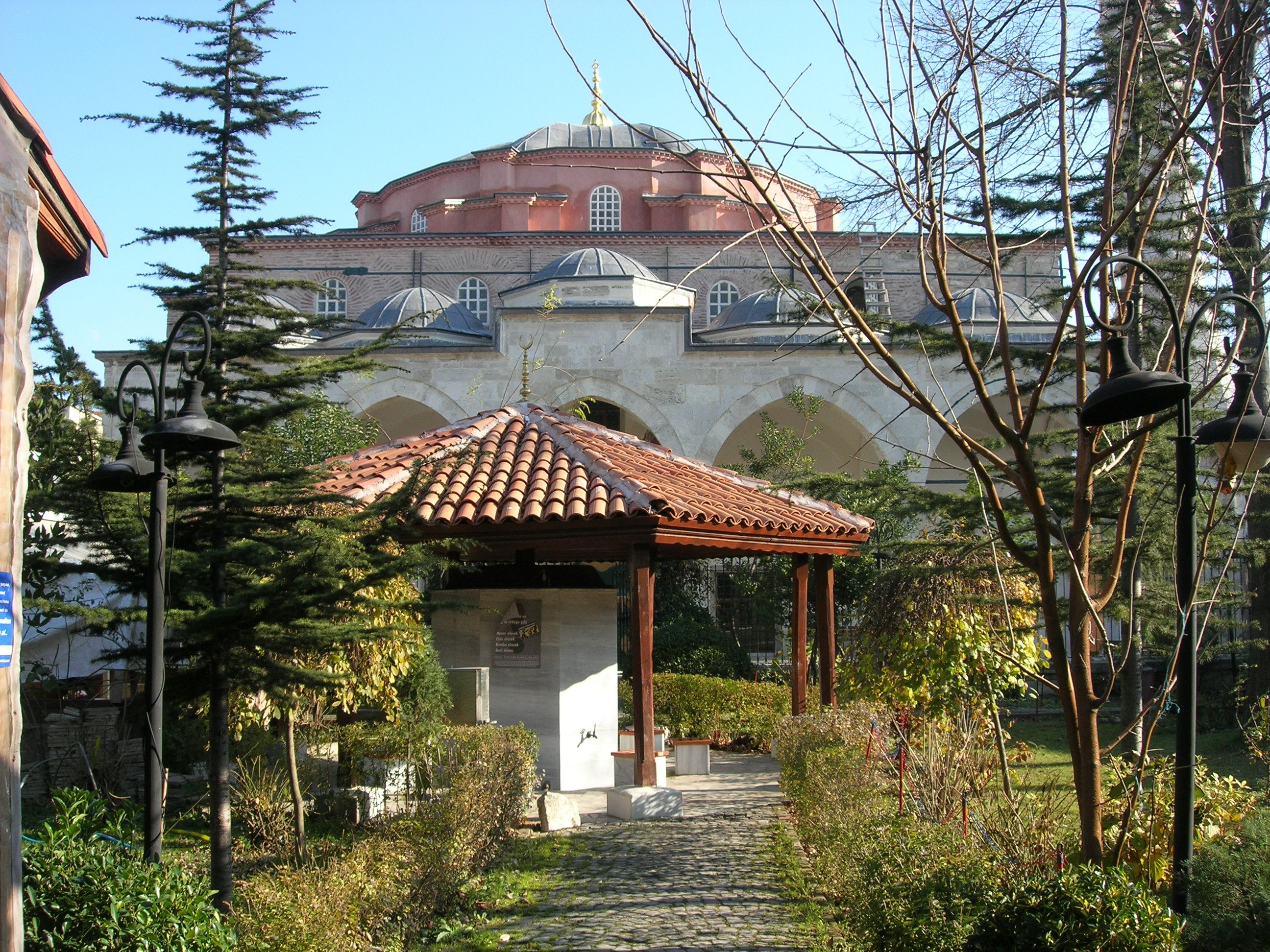
L'església dels Sants Sergi i Bacus, a Constantinoble.

La primera obra de l'arquitectura romana d'Orient, datada en el primer terç del segle vi, és l'església dels Sants Sergi i Bacus, a Constantinoble (527-536). Es tracta d'un edifici de planta central quadrada amb octògon en el centre, cobert mitjançant una cúpula gallonada sobre vuit pilars i nau al seu entorn.
L'església de vegades rep el nom de petita Santa Sofia (encara que en realitat és alguns anys anterior a Santa Sofia), i actualment ha estat transformada en mesquita. Es troba en l'actual barri d'Eminönü d'Istanbul, no gaire lluny del mar de Màrmara, i des del seu nàrtex pot albirar el de l'església de Santa Sofia (Istanbul), i al revés. En el seu moment, es tractava d'una de les edificacions de caràcter religiós de major importància a la ciutat de Constantinoble.
A causa del gran semblança existent amb l'església de Santa Sofia, se sospita que el projecte de l'edifici hagi estat obra dels mateixos arquitectes, Antemi de Tral·les i Isidor de Milet, i que la mateixa edificació en realitat no fos altra cosa que una espècie d'assaig general per a la futura construcció de l'església de Santa Sofia.

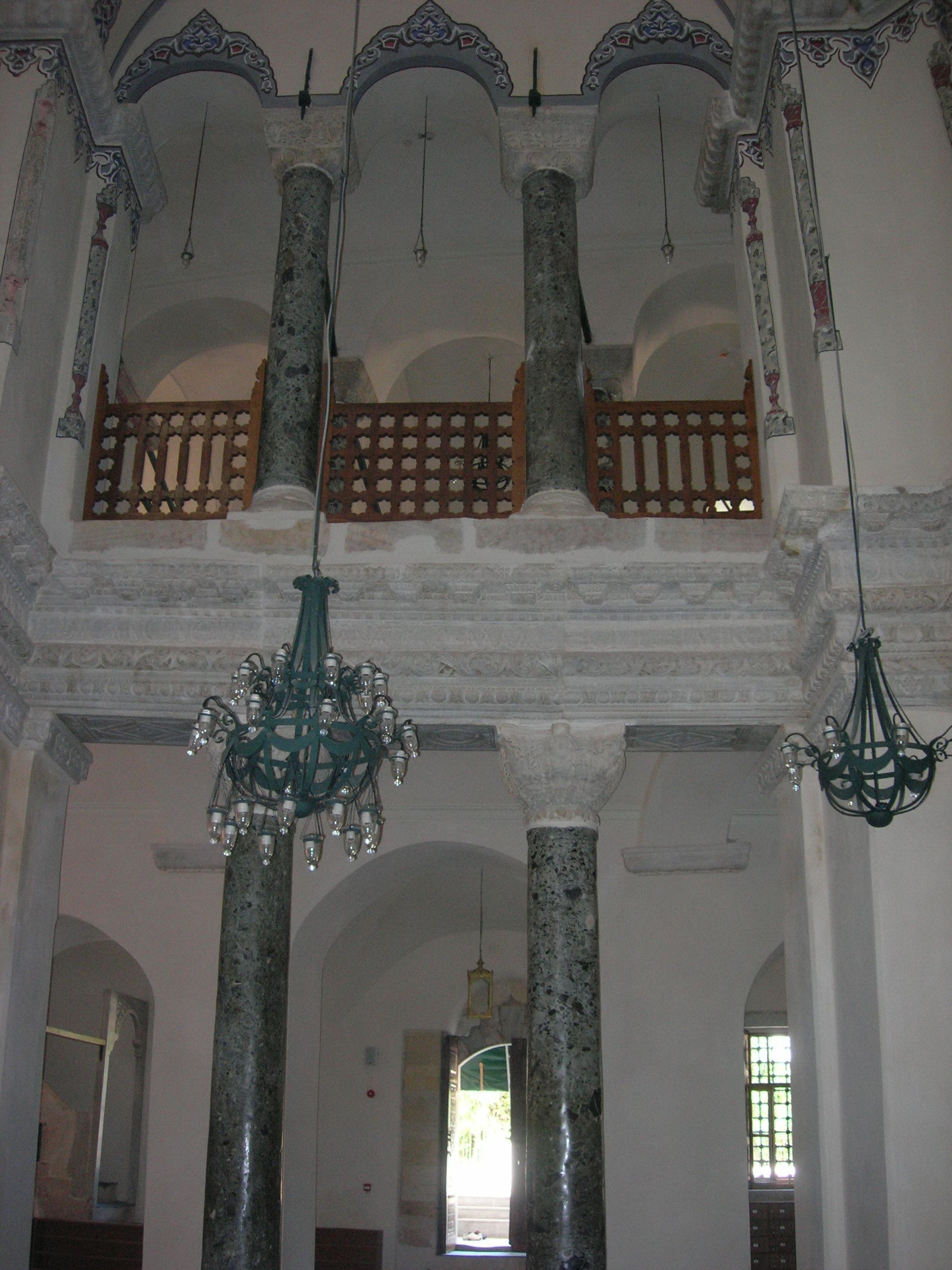
Les columnes de dos pisos de l'església dels Sants Sergi i Bacus.

Les tasques de construcció a l'edifici van ser executades amb les tècniques arquitectòniques usuals de l'època i lloc, utilitzant maons subjectes amb capes de morter, conferint al mateix gairebé la mateixa capacitat de resistència que la de les capes de maons. Els murs van quedar reforçats per cèrcols formats per petits blocs de pedra. L'edifici, el pla constructiu va ser conscientment repetit a l'església de Sant Vidal en Ravenna, té la forma d'un octògon inscrit en un quadrat irregular. Es troba cobert per una cúpula de tambor de 20 m d'altura, que reposa sobre vuit columnes. El nàrtex és al costat oest.
A l'interior de l'edifici de troba una bella columnata de dues altures, que ocupa el costat nord, i que conté una inscripció formada per dotze hexàmetres grecs consagrada a l'emperador Justinià I, la seva dona Teodora ja Sant Sergi, qui era el patró dels soldats de l'exèrcit romà. El pis inferior té 16 columnes, mentre que el pis superior té un total de 18. Molts dels capitells de les columnes presenten encara els monogrames de Justinià i Teodora. Davant l'edifici, es troben uns pòrtics i un vestíbul, afegits ja sota el domini otomà, igual que el petit jardí, el pou per tenir d'aigua per a les ablucions i algunes botigues de mercaders. Al nord de l'edifici es troba un petit cementiri musulmà, així com l'antic baptisteri.

#### Església de la Santa Pau

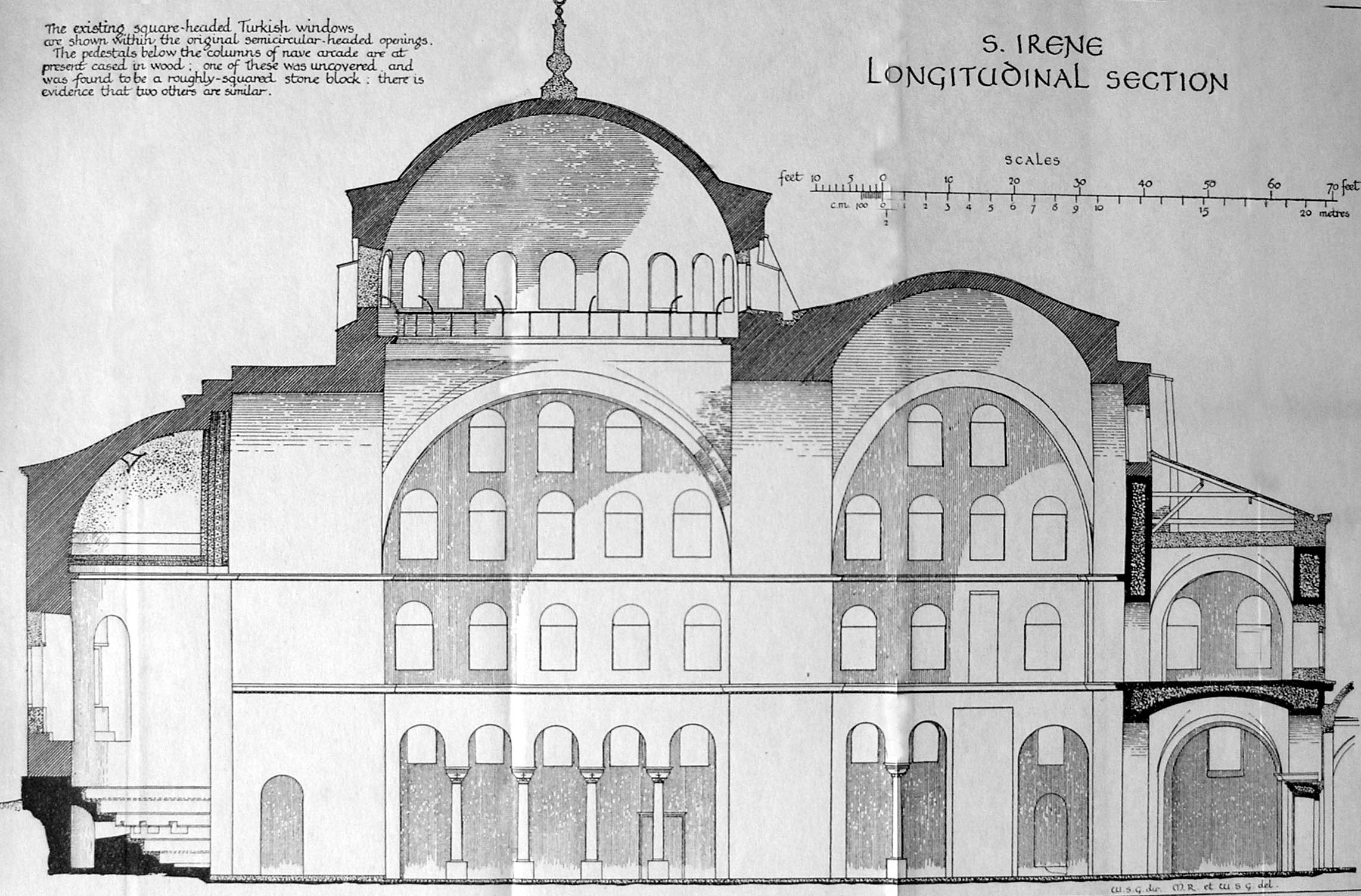
Secció longitudinal de Santa Irene (Istanbul).

A la mateixa època que l'anterior, la primera meitat del segle vi, correspon l'església de planta rectangular amb dos cúpules de la Santa Pau o de Santa Irene (en grec Αγία Ειρήνη, Agia Irini), també a Constantinoble, i que actualment està destinada a museu. Està situada entre l'església de Santa Sofia i el ja molt posterior palau de Topkapı.
La primera església de la Santa Pau va ser construïda sota el regnat de l'emperador Constantí I el Gran en el segle iv, sent la primera de les esglésies de la ciutat de Constantinoble. Va ser l'escenari de debats particularment feridors entre arrians i trinitaris en el marc dels enfrontaments teològics entre ambdós. De fet, va ser precisament a l'església de la Santa Pau on es va celebrar a 381 el segon concili ecumènic. D'altra banda, va ser la seu del patriarcat de Constantinoble abans que fos construïda l'església de Santa Sofia.

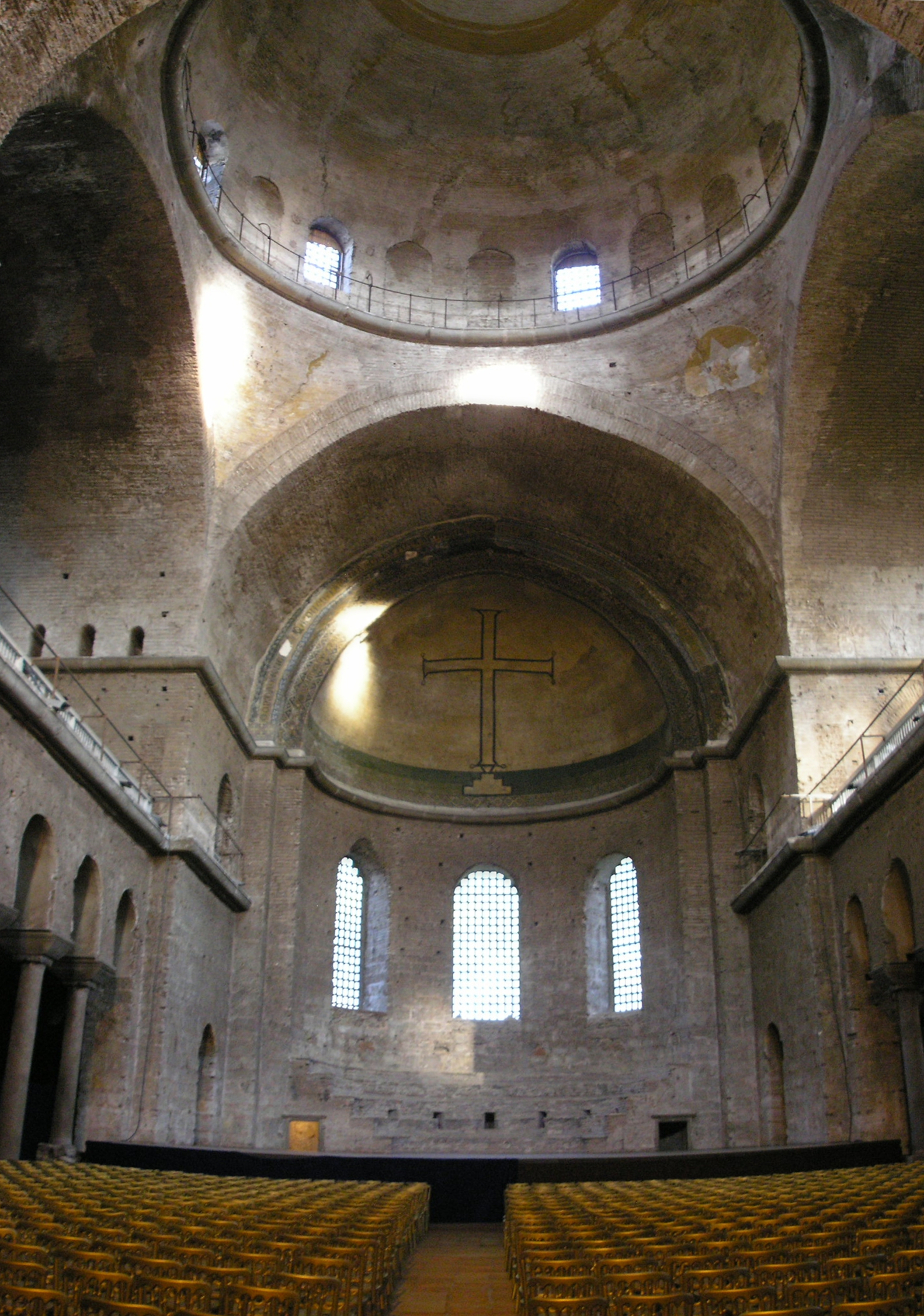
Vista de la meitat oriental de l'església de la Santa Pau, a Constantinoble.

La primitiva església va ser incendiada al 532 durant els disturbis de la Nika, per la qual cosa Justinià I la va fer reconstruir. Part de la volta, executada amb precipitació, es va enfonsar poc després, i un incendi 564 en va continuar l'ocàs. Després d'una nova destrucció esdevinguda a causa d'un terratrèmol al 740, Hagia Irene va ser en gran part reconstruïda, en el regnat de Constantí V, i en aquesta forma del segle viii ha arribat fins a nosaltres.
L'església de la Santa Pau és un exemple perfecte per il·lustrar el pas de les esglésies de planta basilical a una planta de creu grega quadrada. Hagia Irene és l'única de les esglésies d'estil romà d'Orient on l'atri original es va conservar fins avui. La basílica, coberta per una volta i dotada de cúpula, culmina en el costat est amb tres grans finestres amb arc de mig punt obertes a l'absis. Una gran creu domina la semicúpula de l'absis, al lloc on d'acord amb la tradició arquitectònica romana d'Orient se situava el Theotokos, el que constitueix un perfecte exemple d'iconoclàstia.
Després de la caiguda de Constantinoble el 1453, va ser utilitzada com arsenal pels geníssers, sent condicionada en 1846 com un Museu turc. El 1875, davant la manca d'espai, la col·lecció artística va ser traslladada al palau de Topkapı, passant l'església a transformar-se en un Museu Imperial (Müze-i Hümayun) i després, el 1908, en un museu militar durant un cert temps. Des de 1973, es va procedir a una acurada restauració del monument, que és utilitzat com a lloc d'execució de concerts de música clàssica per raó de les seves impressionants qualitats artístiques, fins al punt que des de 1980 els principals concerts del Festival de Música d'Istanbul se celebren a Santa Irene. El museu no és autònom, sinó que depèn del Museu de Santa Sofia.

#### Església de Santa Sofia

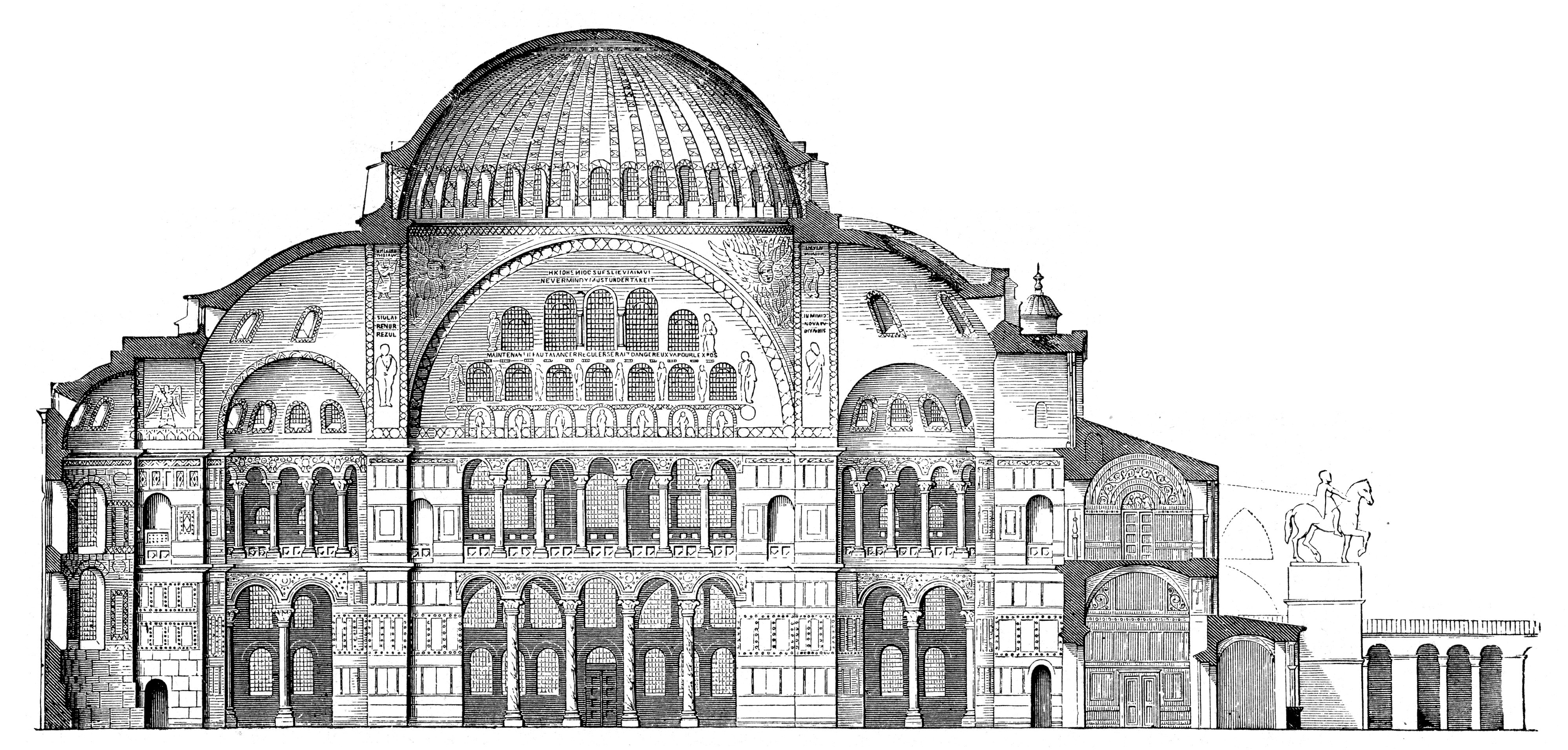
Secció de l'església de Santa Sofia (Istanbul)

Però l'obra mestra de l'arquitectura romana d'Orient és l'Església de Santa Sofia (església de la divina saviesa), dedicada a la Segona Persona de la Santíssima Trinitat, construïda pels arquitectes Antemi de Tral·les i Isidor de Milet (ambdós procedents de l'Àsia Menor, on predominava l'església edificada en planta basilical amb cúpula), entre els anys 532 i 537, seguint les ordres directes de l'emperador Justinià I. És considerada com una de les obres arquitectòniques més belles i grandioses de l'art universal, i Justinià pretenia erigir un monument que, des del temps d'Adam, no hagués tingut igual ni pogués tenir-ho mai.
Va ser edificada per a substituir una basílica anterior, destruïda l'any 532, amb motiu dels disturbis de la Nika a Constantinoble. L'església va ser solemnement consagrada el 537, encara que la cúpula original es va desplomar al 558. La que la va substituir, més alta però més petita, va patir ensorraments parcials als segles x i xiv. El nàrtex només és original, ja que va ser restaurat després d'un incendi el 564, mentre que les voltes ho van ser el 740, després d'un terratrèmol. Encara va patir una nova alteració després de la caiguda de Constantinoble el 1453 i la conversió en mesquita, ja que la decoració romànica va ser coberta per estuc.
Tenia una planta d'un tipus nou, desconegut fins aquell moment, l'anomenada basílica cupulada, encara que poden rastrejar antecedents de la mateixa en el segle v, nova planta que arribaria a ser la característica de les construccions eclesials sota Justinià. La invenció de la nova planta va ser possible precisament gràcies a la utilització del maó com a element constructiu en substitució de la pedra, característica arribada a l'arquitectura romana d'Orient des de l'arquitectura persa i l'arquitectura mesopotàmica.
La cúpula de l'edifici està superposada a la planta de l'església, sense interrompre amb els seus pilars de suport. Amb una longitud de 72 x 71,7 m, és rectangular, pràcticament quadrada. El rectangle queda dividit en tres naus per unes fileres de columnes, amb nàrtex d'accés i tribunes en les naus laterals. la cúpula ocupa el centre de la nau principal, amb 31 m de diàmetre i 54 m d'alçada, estat coberta de teules blanques especials, més lleugeres, fabricades a l'illa de Rodes.
Per dotar de major amplitud a la cúpula, aquesta es recolza en dues mitges cúpules laterals, que dupliquen l'espai cobert per aquesta, mitges cúpules que al seu torn se sustenten sobre nínxols esfèrics. A les ales nord i sud, hi ha dos arcs formers que contraresten la força d'empenta de la cúpula, elevant-se sobre les columnes de les tribunes i generant un gran timpà dotat de finestrals. A més, es va reforçar els quatre grans pilars existents a la base de la cúpula amb altres pilars que queden dissimulats en les naus laterals, alhora que un conjunt de voltes de diferents formes i mides contribueixen a dissipar l'empenta de la gran cúpula. No obstant això, la sensació des de l'interior del temple és d'una única cúpula, gràcil i majestuosa, àmpliament il·luminada per la quarantena de finestres a l'arrencada.
L'historiador romà d'Orient Procopi de Cesarea afirmava sobre la cúpula de Santa Sofia que no sembla reposar sobre una construcció massissa, sinó estar suspesa del cel per una cadena d'or i formar com un dosser sobre l'església.

#### Església dels Sants Apòstols

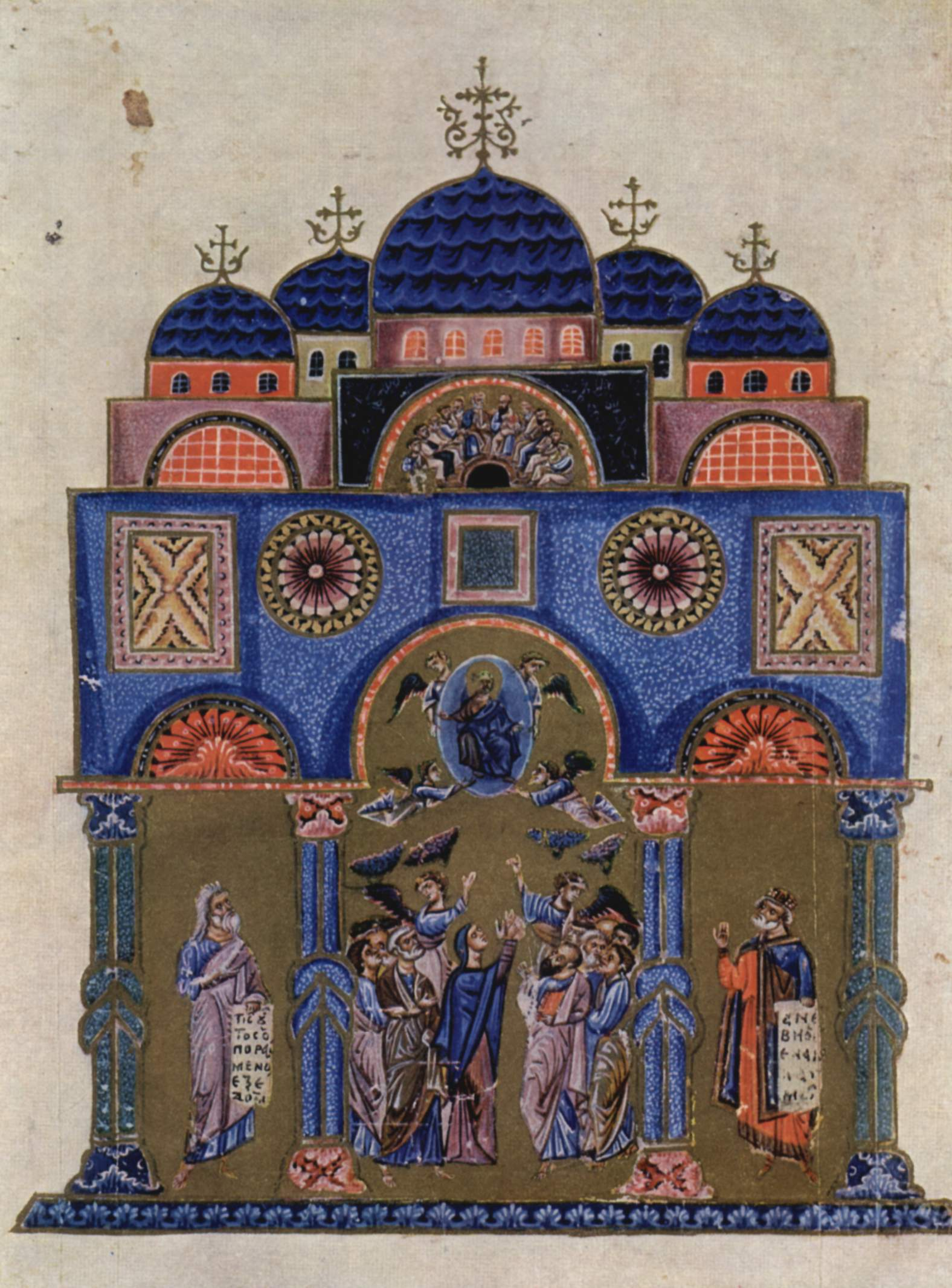
Miniatura del que representa l'església dels Sants Apòstols de Constantinoble.

També va ser important la desapareguda església dels Sants Apòstols de Constantinoble, projectada com mausoleu de Constantí. Renovada en època de Justinià I, va ser model de l'església de Sant Joan d'Efes (acabada ca. 565) i de la de Sant Marc de Venècia, obra del segle xi. Com aquesta última, oferia un model de planta de creu grega amb cinc cúpules, àmpliament imitat a tot el món romà d'Orient.
L'església va ser construïda sobre un turó de la ciutat, pensada per albergar al seu interior el cos de l'emperador Constantí, sent la més antiga de la Cristiandat a ser consagrada als Sants Apòstols, i datant dels temps de la fundació de la mateixa ciutat de Constantinoble sobre l'antiga Bizanci.
Justinià i la seva esposa Teodora la van reconstruir entre 536-550, reprenent la coneguda planta en creu grega de l'església constantiniana, coronada per una gran cúpula, sent més tard ricament decorada per Justí II.
L'església es va convertir des de molt aviat en la necròpolis imperial, contenint així les restes de la major part dels emperadors, distribuïts en dos mausoleus exteriors, un al nord i l'altre al sud de l'absis, denominats Heroa, el de Constantí i el de Justinià. L'interior de l'església, però, no albergava cap tomba. Cada un dels heroon albergava indistintament tombes modernes o antigues, sense estar agrupades per cap tipus d'ordre cronològic. Dethier, un erudit que va viure a Constantinoble i coneixia perfectament la topografia de la ciutat medieval, parlava de 19 sarcòfags en els heroon de Constantí i de 17 per al de Justinià. Byzantio, un escriptor grec modern, afegeix altres 5 per al primer i 9 per al segon.
El santuari va rebre nombroses relíquies: les dels sants apòstol és Andru, Lluc, Timoteu d'Efes, el primer bisbe d'Efes, i Mateu, així com les dels sants Cosme i Damià.
Al voltant de l'església es trobaven pòrtics sumptuosos, els stoai, al llarg dels quals es disposaven els sarcòfags aïllats d'alguns basileis. A parer, tots els sarcòfags eren de marbre, completament recoberts d'ornaments enlluernadores a plata i pedres precioses. L'efecte era de grandiositat, especialment a la llum del sol. La majoria de les cobertures dels sarcòfags eren en forma de teulada, i contenien al seu interior més joies encara. Diversos patriarques es trobaven també sepultats allà, destacant entre ells Joan Crisòstom.
Les tombes van ser despullades per Aleix IV Àngel per pagar als croats de la Quarta Croada, que a més van saquejar l'església trencant i destruint els sepulcres. El que va quedar va ser arrasat pels dervixos després de la caiguda de Constantinoble el 1453, que pel que sembla van passar catorze hores destruint amb maces i barres de ferro que s'havia salvat de la destrucció ocasionada pels croats.

### Itàlia

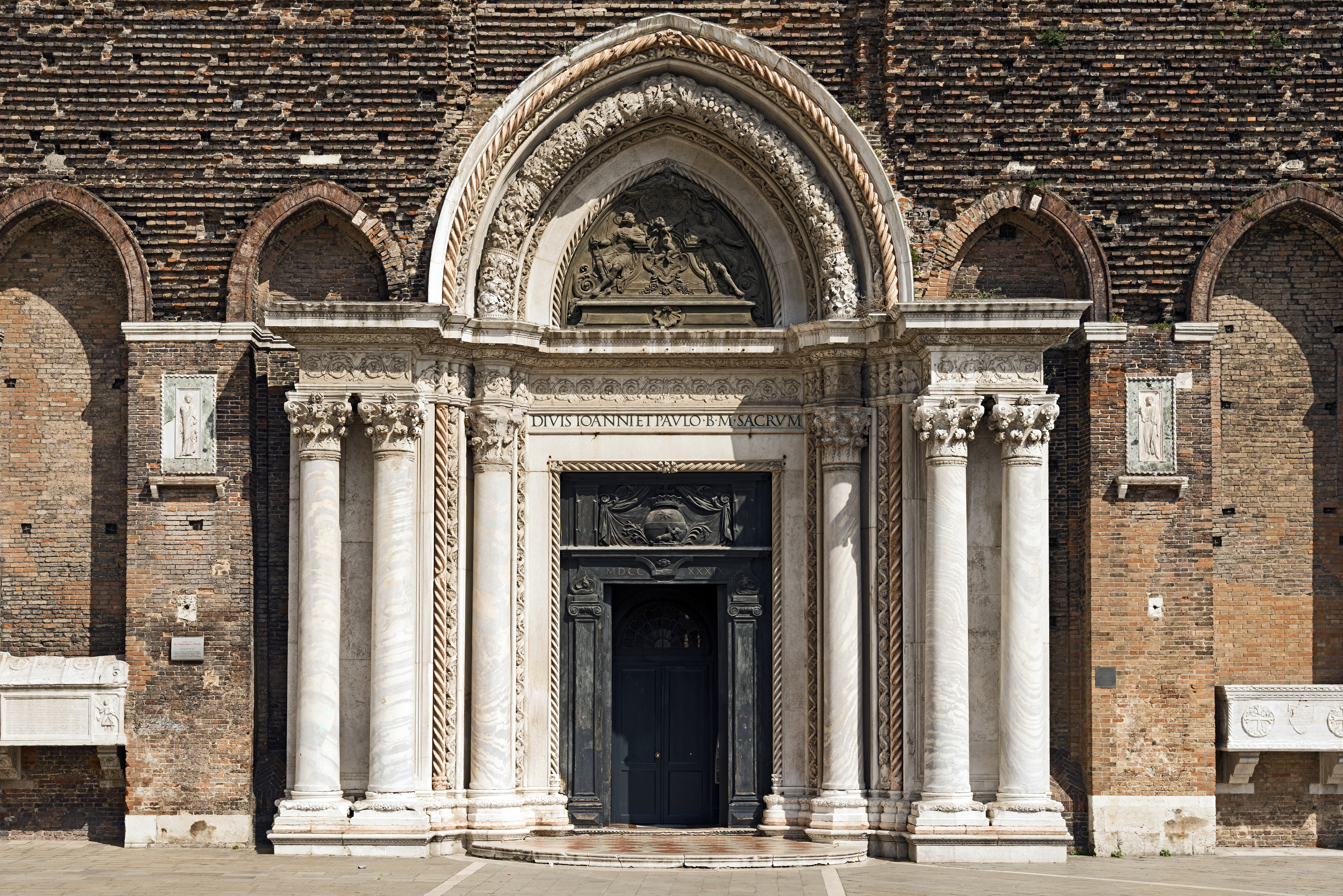
Columnes d'estil romà d'Orient a la portada de la basílica de Sant Joan i Sant Pau de Venècia.

La península Itàlica va estar àmpliament vinculada a l'Imperi Romà d'Orient que va establir a la ciutat de Ravenna la capital d'un dels seus exarcats, al mateix temps que controlava àmplies parts de la península, incorporades al seu imperi a l'atzar dels esdeveniments bèl·lics i polítics.
D'altra banda, el mateix prestigi inherent a l'arquitectura romana d'Orient va marcar profundament les edificacions en altres punts de la península o de Sicília, irradiant des d'allí les seves influències a la resta de l'Europa Occidental.

#### Ravenna
Constantinoble no va ser l'únic focus important en aquesta primera Edat d'Or de l'Imperi Romà d'Orient, sinó que cal recordar el nucli de Ravenna (capital de l'Imperi Romà d'Orient a Occident des del segle vi fins al segle viii), l'exarcat occidental situat al nord-est de la península italiana, en les riberes del mar Adriàtic, al costat de Venècia. A més, Ravenna era una base naval de l'Armada romana, la qual permetia a la mateixa el control de l'Adriàtic.
Les esglésies romanes d'Orient de Ravenna presenten dos models: un de clara inspiració constantinopolitana relacionada amb l'església dels Sants Sergi i Bacus, la de l'església de Sant Vidal (538-547), en què, igualment que el seu model, és de planta octogonal amb nau circumdant entre els elevats pilars i amb una prolongació semicircular a la capçalera, davant de l'absis de l'presbiteri, en els peus té un ampli atri amb torres laterals. En aquesta església de sant Vital estan ja prefigurats els trets més característics de l'estilística en l'arquitectura medieval d'Occident, sobretot en els quals fa al sentit vertical de la construcció en detriment de l'horitzontalitat precedent.
Les altres esglésies romanes d'Orient de Ravenna tenen influència paleocristiana per l'estructura basilical amb coberta plana. Són la Basílica de Sant Apol·linar in Classe i l'església de Sant Apol·linar Nou, ambdues de la primera meitat del segle v i amb destacats mosaics. A les esglésies han d'afegir d'altra banda altres monuments, com és el cas del Mausoleu de Gal·la Placídia.

##### Mausoleu de Gal·la Placídia

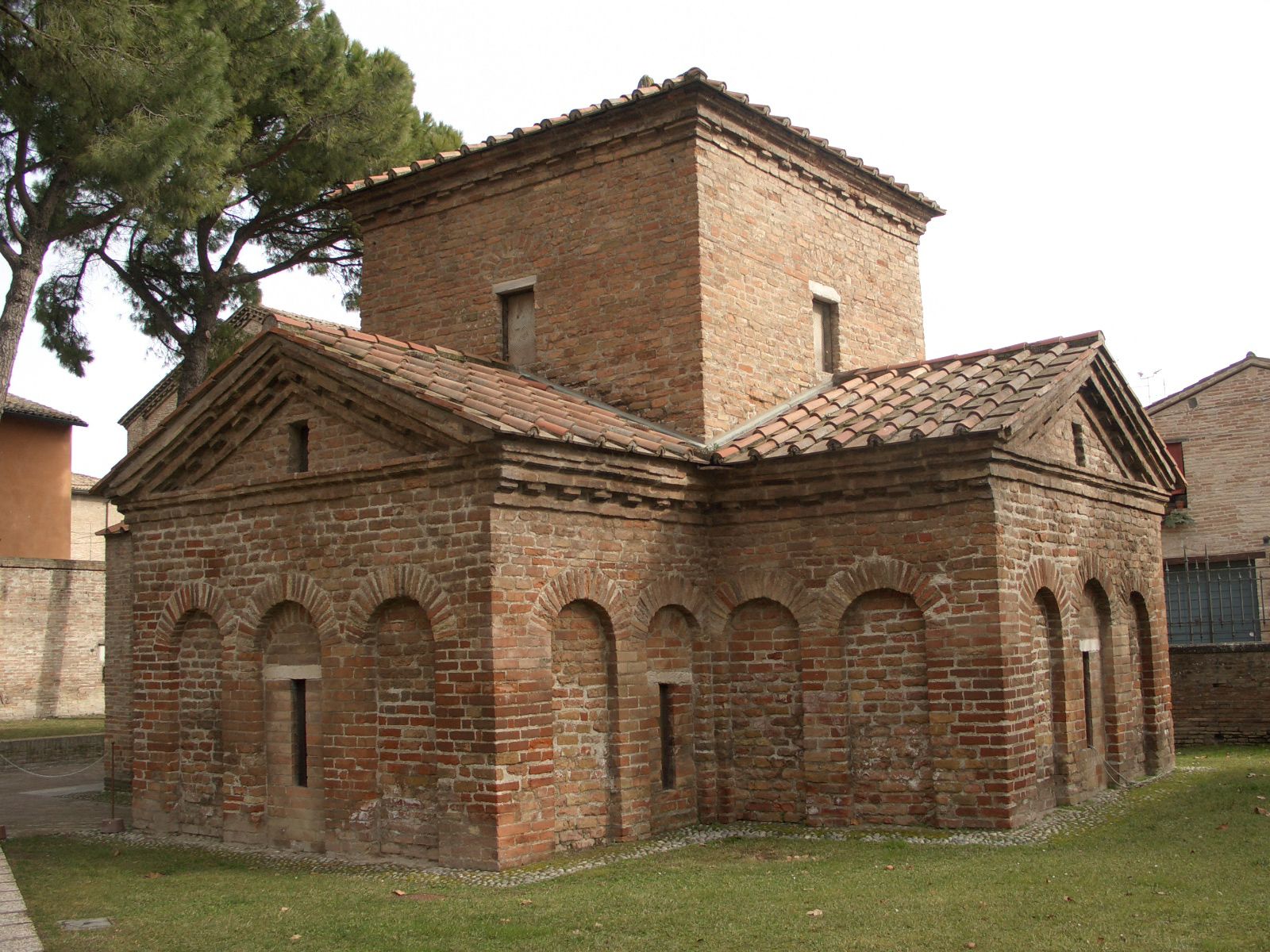
Mausoleu de Gal·la Placídia a Ravenna.

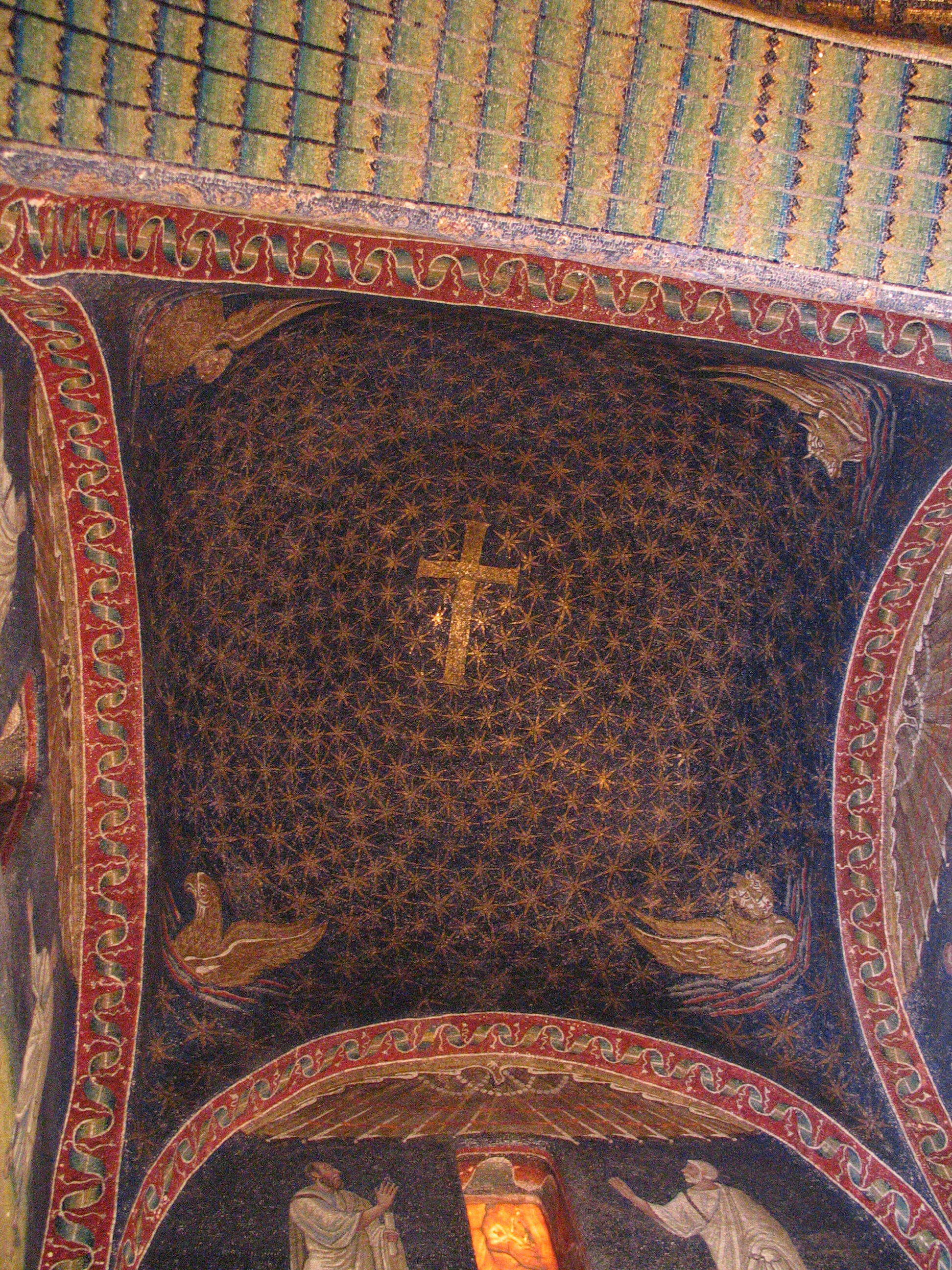
Mosaic a l'interior de la cúpula del mausoleu de Gal·la Placídia, amb el cel, la creu i els quatre evangelistes.

El Mausoleu de Gal·la Placídia (és així conegut, encara que en realitat es tracti de la capella de Sant Llorenç) va ser erigit per ordre de Gal·la Placídia, la vídua de Constanci III i regent de l'Imperi Romà a nom del seu fill Valentinià III, al seu retorn a Itàlia després de la mort del seu espòs, de manera que es pot deduir que és molt poc posterior al 421, data de la mort de Constanci. Alguns afirmen que és el mausoleu de la mateixa Gal·la Placídia, però les fonts documentals indiquen que aquesta va morir i va ser enterrada a Roma, encara que actualment les seves restes reposin a Ravenna, en la molt propera església de Sant Vidal.
La capella (o mausoleu) està aixecada sobre planta a creu grega, tractant-se de la primera vegada que aquest tipus de planta era utilitzada en l'arquitectura occidental, i es troba adjacent a una basílica que té igualment planta en creu grega.
L'aspecte exterior de l'edifici, de 15 m de llarg per 13 d'ample, ressalta l'ús del maó, amb el qual es van elevar els murs d'aquest, dotats d'arcades cegues i de finestres d'escassa grandària. La coberta de l'edifici és a base de tègula (teula romana plana), abocant a quatre aigües a la cúpula i a dos a la resta de l'edifici.
Sobre la decoració interior del mausoleu, destaca la majestuosa cúpula, dotada d'una sumptuosa decoració, en un conjunt sobri i sever. L'ornamentació de la cúpula és a base de mosaics, mostrant un cel blau estrellat presidit per una creu daurada, en colors a joc amb els de les estrelles, de manera que el color blau fosc del cel enfosqueix la cúpula, fent per contra ressaltar la creu i les estrelles. Simultàniament, per convertir l'espai quadrat de la cúpula en el rodó del cel, apareixen a les cantonades de la cúpula dels quatre evangelistes.
D'altra banda, les naus del mausoleu que s'entrecreuen a la cúpula posseeixen una volta de canó.

##### Sant Vidal

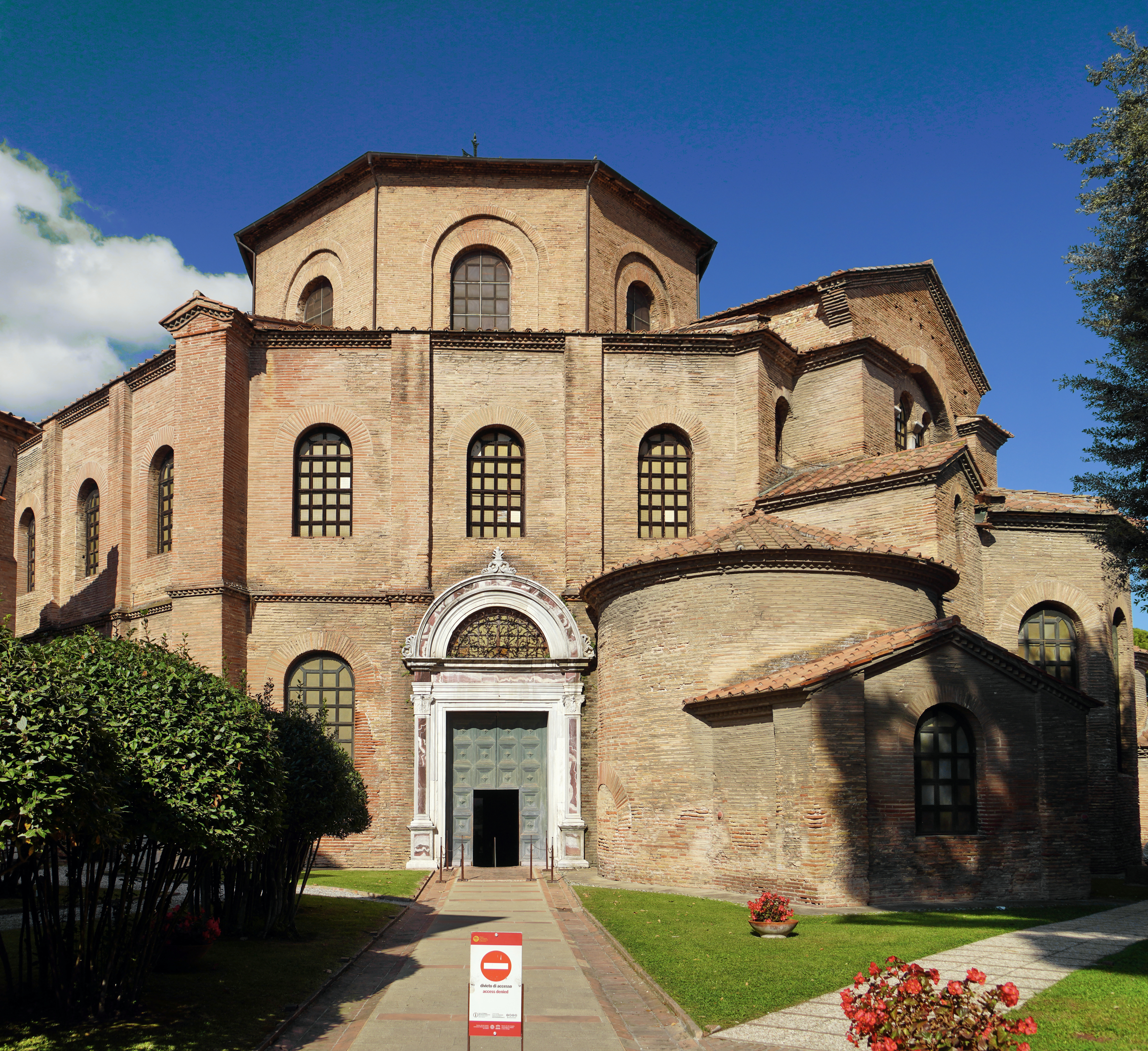
L'església de Sant Vidal a Ravenna.

Com una mostra més de la vinculació entre poder polític i religiós, i la seva influència en l'art romà d'Orient, els governadors representants de l'Imperi Romà d'Orient a Ravenna eren els mateixos arquebisbes de la ciutat. Van ser els bisbes Maximià i Víctor que, a mitjan segle vi, consagrar l'església de Sant Vidal, construïda amb l'ajut econòmic del banquer grec Julià Argentarios, com altres monuments de la ciutat. L'església té com a peculiaritat que es tracta de l'única església octogonal conservada a Occident.
El ric decorat exterior de l'església, però, contrasta amb la sobrietat decorativa que es constata en el seu interior, en què uns arcs circulars fan possible el pas des de la base octogonal a una cúpula circular. S'han conservat els mosaics de l'absis i del presbiteri, estant en el seu moment la resta de l'interior decorat amb marbre, havent desaparegut el daurat dels capitell és, el que ha disminuït la lluminositat del conjunt. La figura dominant en l'absis és Crist, acompanyat sant Vidal, existint en el presbiteri imatges dels Evangelistes i episodis de l'Antic Testament. El presbiteri es troba al fons, amb un tram cobert per una volta d'aresta i un tancament a volta de forn.
Les galeries de l'presbiteri també estaven decorades, però destaca especialment el treball dels capitell és, amb fins calats. Existeix igualment un púlpit d'ivori, del bisbe Maximiano, encara que es desconeix si es tracta d'una obra local o va ser importat des de Constantinoble.

##### Sant Apol·linar in Classe

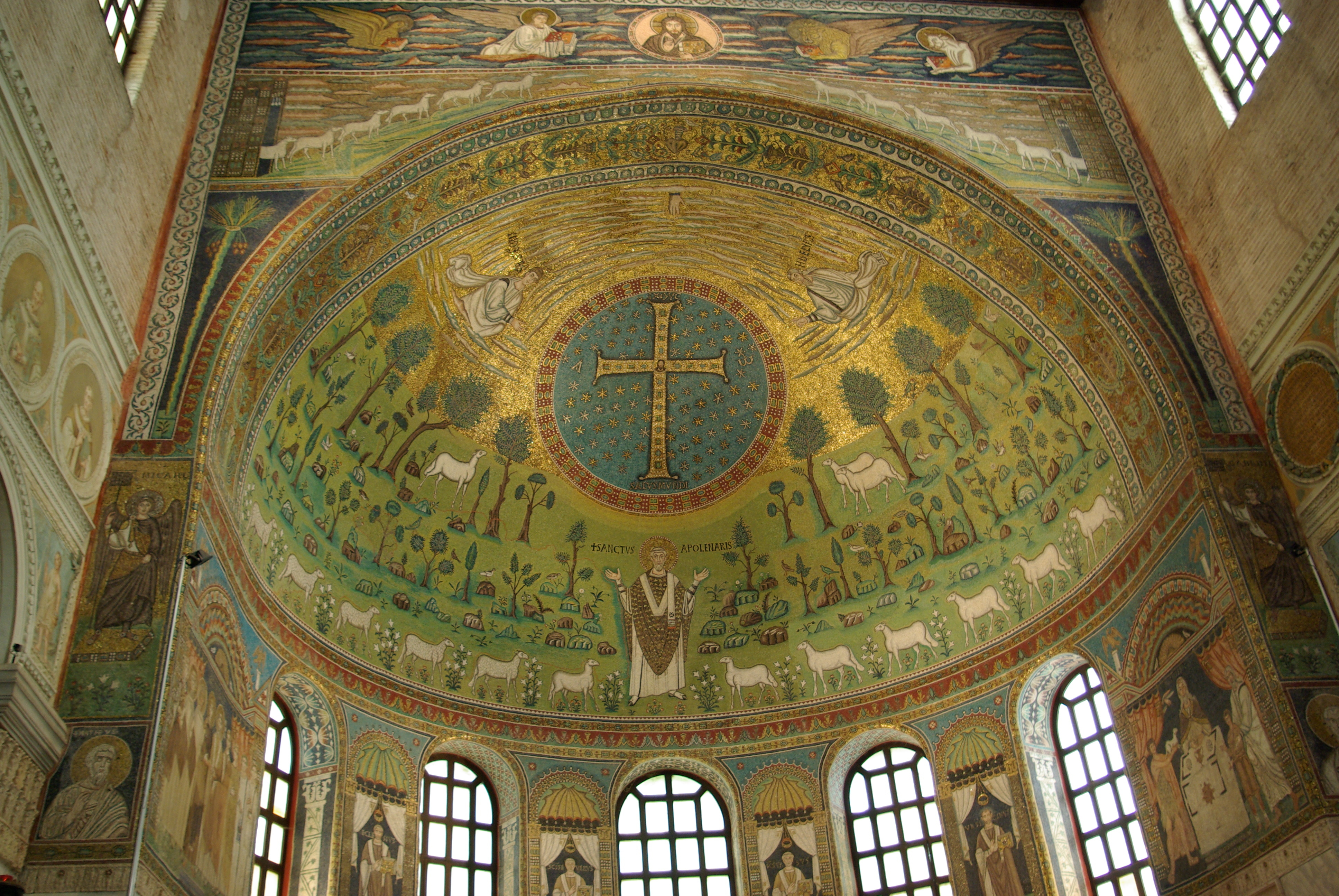
Detall dels mosaics de l'absis, a la Basílica de Sant Apol·linar in Classe

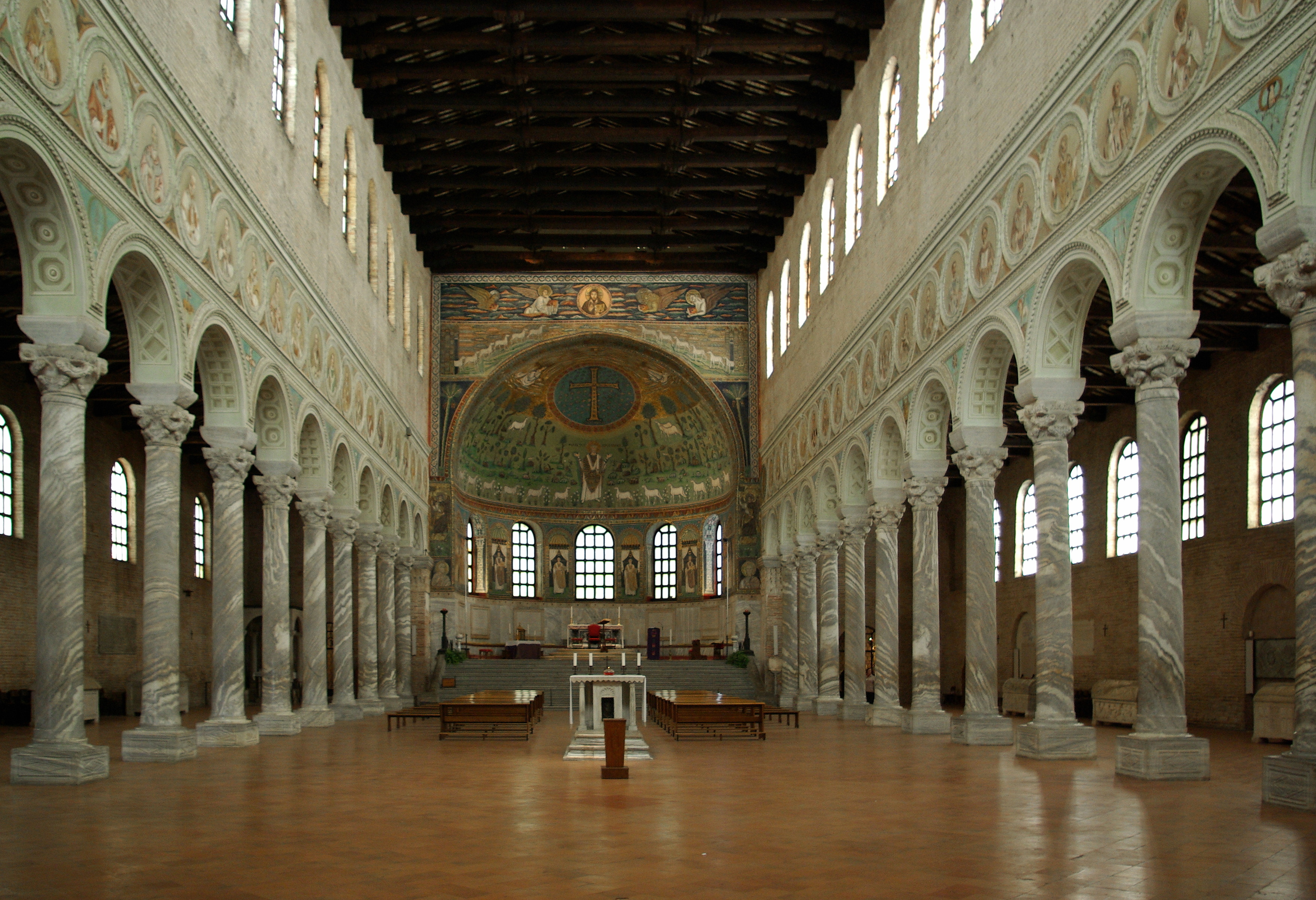
Nau principal de la basílica de Sant Apol·linar in Classe, amb les 24 columnes que la separen de les laterals, el suport per a la volta i el absis al fons amb la seva decoració musiva

La Basílica de Sant Apol·linar in Classe és un dels principals monuments de l'arquitectura romana d'Orient a Ravenna, fins al punt que quan la UNESCO va declarar Patrimoni de la Humanitat vuit esglésies de Ravenna, va citar la basílica de Sant Apol·linar in Classe com un exemple excepcional de les més antigues basíliques cristiana amb la puresa i simplicitat del seu disseny i l'ocupació de l'espai, així com amb la naturalesa sumptuosa de la decoració.
La imponent estructura de maó va ser erigida per ordre del bisbe Ursicino, utilitzant els recursos econòmics d'un banquer grec, Julià Argentarius (el mateix que va finançar l'església de Sant Vital), i es localitza al costat d'un cementiri cristià, i bastant possiblement sobre el cim d'un preexistent temple pagà, com ho testifiquen algunes làpides reutilitzades quan es va construir. És al costat de l'antic port de Ravenna.
Sant Apol·linar in Classe va ser consagrat el 8 de maig de 549 pel bisbe Maximià, i dedicat a la consagració de qui fou el primer bisbe de Ravenna, sant Apol·linar. La Basílica és així contemporània de l'església de Sant Vidal de Ravenna. En el 856, les relíquies de Sant Apol·linar van ser transferides des de la basílica de Sant Apollinar in Classe cap a la basílica de Sant Apol·linar el Nou, a la mateixa Ravenna.
L'exterior té una gran façana, amb un finestral triforades. El nàrtex que es troba a la dreta de l'entrada és una addició posterior, com ho és també el campanar del segle ix.
L'interior conté 24 columnes de marbre grec, però la importància excepcional rau en l'absis, que culmina en un mosaic verd amb prats i ovelles, al·legoria aquestes últimes dels fidels als que acull un Sant Apol·linar amb els braços oberts, sota la supervisió dels dotze apòstols, presentats igualment com xais sortint de Jerusalem i Betlem. Una gran creu presideix el conjunt, creu que es troba envoltada per Moisès i Elies. Les parets laterals estan actualment nues, però segurament un dia van estar coberts igualment de mosaics, que probablement fossin destruïts pels venecians en 1449, encara que deixessin en peu la decoració de mosaics a l'absis i sobre l'arc triomfal. Aquesta última representa el Salvador, entre béns (els fidels, en aquest cas), al costat dels Apòstols.
Tant les columnes com els mateixos maons utilitzats per a la construcció són pel que sembla importats de Constantinoble.

##### Sant Apol·linar el Nou

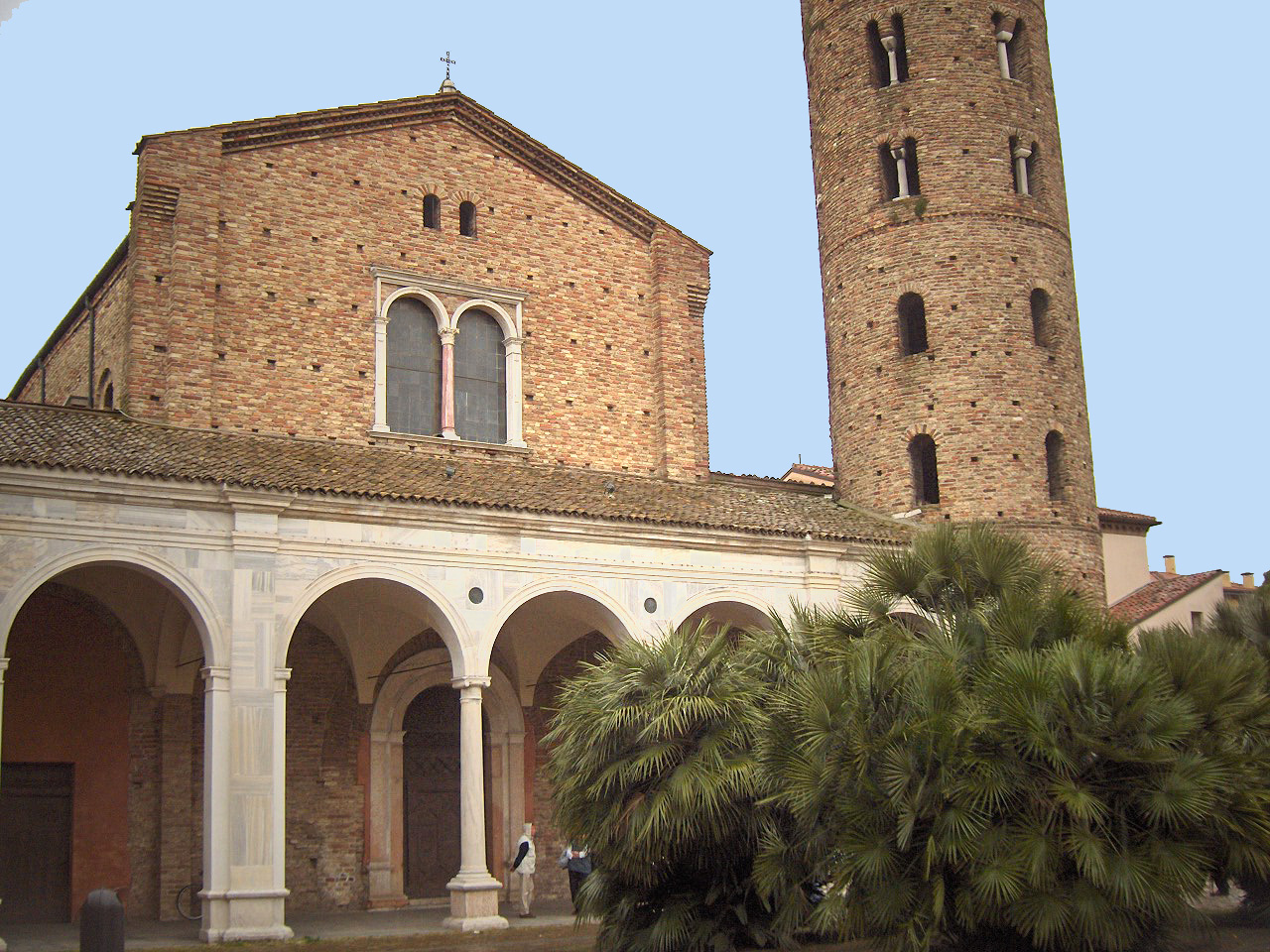
La façana de la basílica de Sant Apol·linar el Nou

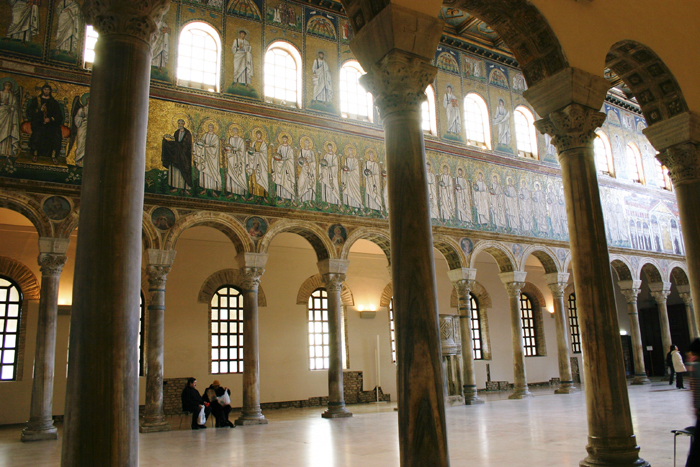
Interior de la basílica de Sant Apol·linar el Nou

La basílica de Sant Apol·linar el Nou (o basílica de Sant'Apollinare Nuovo) es va construir sobre el mateix tipus de planta que la de Sant Apolinar in Classe, portant aquest nom a causa del trasllat de les relíquies de Sant Apol·linar, qui fos el primer bisbe de la diòcesi, des de la basílica de Sant Apol·linar in Classe.
Va ser construïda en època de Teodoric el Gran, i ornada amb mosaics, que posteriorment es van suprimir, igual que qualsevol referència a l'arrianisme o al mateix Teodoric. La supressió dels mosaics va ser obra del bisbe Agnello, i d'aquests mosaics únicament es van salvar les parts més altes de la decoració, a més, durant un temps l'església va ser consagrada a Sant Martí de Tours, que es va aferrissar vehementment en la lluit contra el moviment que considerava com una heretgia.
La basílica va ser construïda amb tres naus, una principal i dues laterals, no posseint quadripòrtic sinó tan sols el nàrtex. Posseeix una aparença externa a base de maó, amb una coberta amb vessant a dues aigües. A la part superior de la portada hi ha, just al centre, una bífora de marbre, sobre la qual hi ha dues petites obertures. La nau central finalitza en un absis semicircular.
Subsisteix però un important conjunt de mosaics, que es troben emplaçats a la nau principal, consistents en sengles processons que s'encaminen, des de l'entrada de l'edifici, cap a representacions de Crist, en el mur nord, o de la Mare de Déu asseguda al seu tron, al mur sud, hi ha representacions dels profetes i patriarques en el nivell superior, ocupant els buits entre les finestres. Els mosaics es van iniciar al 504, encara que van ser modificats amb posterioritat.

#### Venècia

##### Basílica de Sant Marc

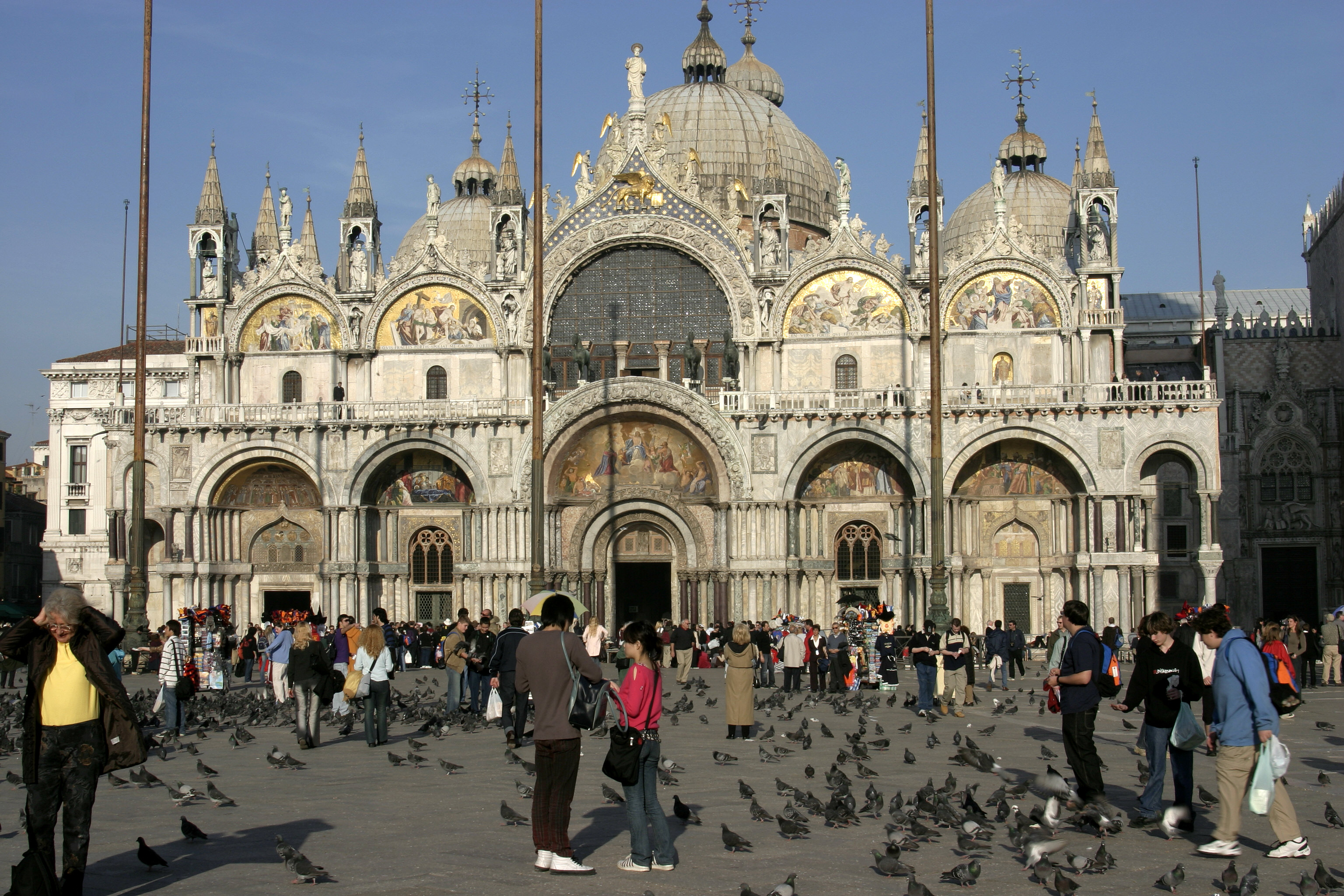
Façana de la basílica de Sant Marc a la plaça de Sant Marc.

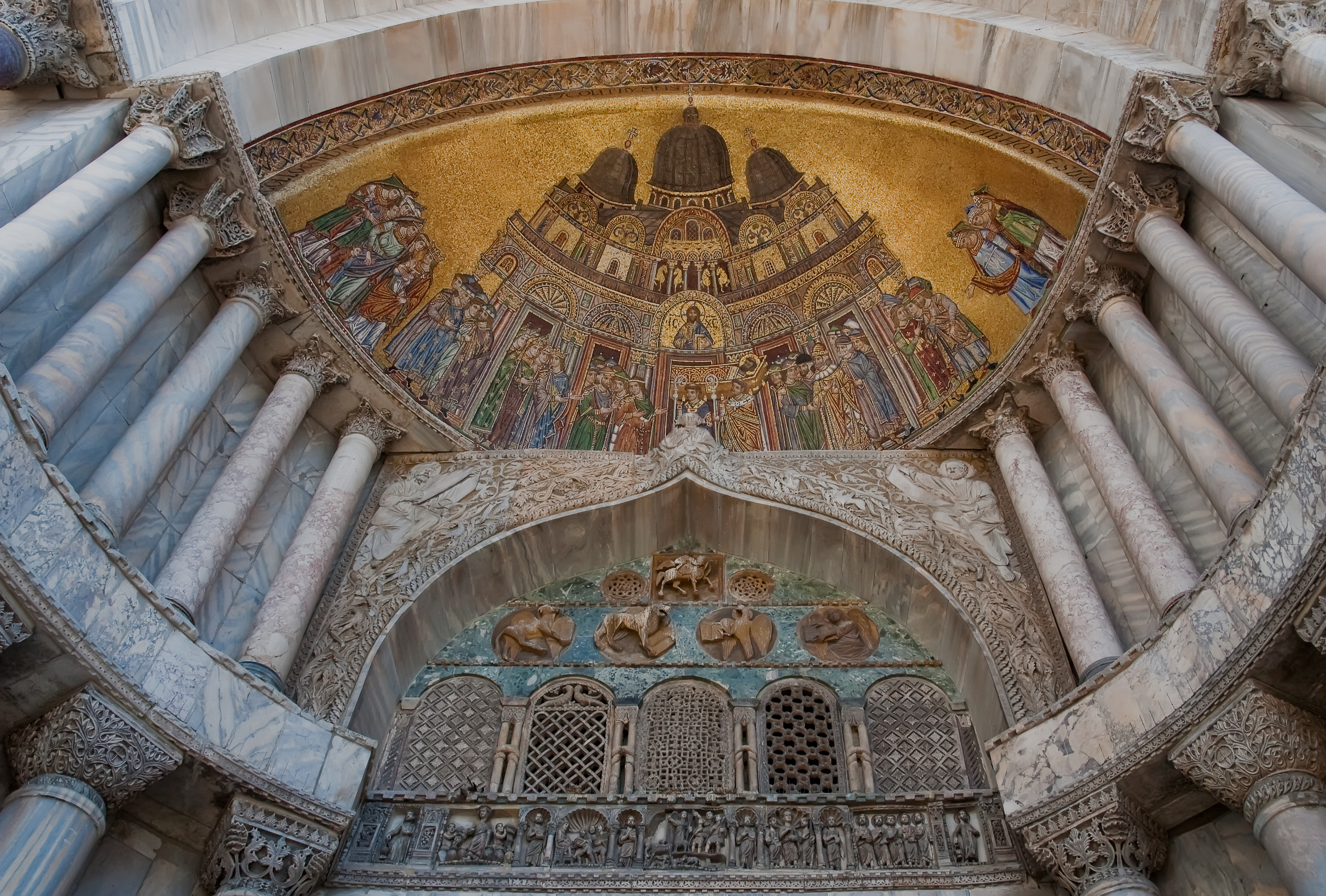
Mosaic del portal de Sant Alipio de la basílica de Sant Marc.

A Itàlia destaca l'anteriorment esmentada basílica de Sant Marc de Venècia, de l'any 1063, amb planta de creu grega inscrita en un rectangle i coberta amb cinc cúpules principals sobre tambor, una sobre el creuer i quatre en els braços de la creu, que va integrar-hi la desapareguda església dels Sants Apòstols de Constantinoble.
La construcció va començar el 1063, sobre una església anterior, del segle ix, que albergava el cos de sant Marc, patró de Venècia, temple destruït en unes revoltes al 916. Les obres van finalitzar el 1093, quan van començar les obres de decoració de l'interior, per als quals es va despullar diversos temples antics de la rodalia. En les obres no només van intervenir artistes romans d'Orient, sinó que s'hi van importar materials de Constantinoble, especialment capitells.
La basílica, considerada una de les mostres arquitectòniques més belles de l'art romà d'Orient, està dotada de tres absis a la capçalera, el central de major mida que els laterals. La cúpula és l'element arquitectònic dominant de la coberta, consistint en realitat en un conjunt de catorze cúpules diferenciades, amb mida variable entre elles en funció de la ubicació, les més petites contribueixen a la difuminació de les càrregues de la principal.
La coberta cupulada queda suportada amb un conjunt de pilars massissos, al que s'uneix una espessa xarxa de columnes que suporten la galeria superior de la basílica. A la façana principal hi ha cinc portes, amb decoracions similars a les de l'arquitectura romànica, amb columnes sobre les quals reposen arcs de mig punt o, en el cas de les portes laterals, un arc apuntat. Els timpans existents sobre les portes presenten decoracions d'èpoques i estils variats, delatant algun ells el seu origen romà d'Orient pel pa d'or amb què es troben recoberts.
Aquest primer cos o pis sosté una balustrada, després de la que hi ha un segon cos, amb cinc arcs cecs amb el mateix esquema decoratiu que la planta inferior, amb un arc central més gran que els laterals en el qual hi ha una vidriera per a la il·luminació de l'interior de la basílica, com succeeix en les arquitectures romànica i gòtica.
La primera decoració interior de la basílica de Sant Marc va ser obra d'especialistes en mosaics romans d'Orient, però aquests mosaics es van perdre durant l'incendi que va patir el monument el 1106. Excepte alguns fragments que es van recuperar després de l'incendi, els mosaics actuals són ja del segle xii.

### Rússia

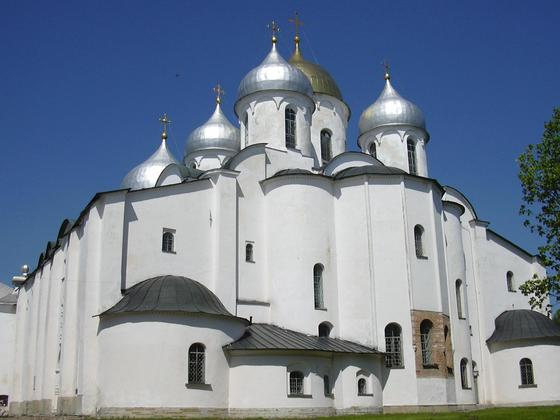
La catedral de Santa Sofia de Nóvgorod

En aquesta Segona Edat d'Or l'art romà d'Orient es va estendre a la zona russa d'Armènia, a Kíev es construeix l'església de Santa Sofia l'any 1017, seguint fidelment l'influx de l'arquitectura de Constantinoble es va estructurar en forma basilical de cinc naus acabades en absis, a Nóvgorod s'aixequen les esglésies de Sant Jordi i de Santa Sofia, ambdues de planta central. Cal tenir present que les actuals Ucraïna i Rússia s'havien convertit al cristianisme per l'acció de missioners d'origen búlgars pertanyents a l'Església Ortodoxa. A això cal afegir el matrimoni que es va produir en 989 entre el príncep Vladímir I de Kíev i la princesa Anna, germana de l'emperador Basili II.
Durant la Tercera Edat d'Or, entre els segles xiii i xv l'art romà d'Orient es continua estenent per Europa i Rússia. Hi predominen les plantes d'esglésies cobertes amb cúpules en forma de bulb sobre tambors circulars o poligonals. A aquesta etapa corresponen a Grècia l'església dels Sants Apòstols de Tessalònica, del segle xiv, l'església de Mistràs, al Peloponès, i alguns monestirs del Mont Atos.
Igualment es multipliquen els temples romans d'Orient per les valls del Danubi, per Romania i Bulgària, arribant fins a les terres russes de Moscou on destaca la catedral de la Dormició del Kremlin, a la plaça Roja de Moscou, realitzada en temps d'Ivan el Terrible (1555-1560), les cinc cúpules, la més alta i esvelta en el creuer i quatre situades en els angles que formen els braços de la creu, ressalten per la coloració, pels elevats tambors i pels característics perfils artístics.

## Llegat

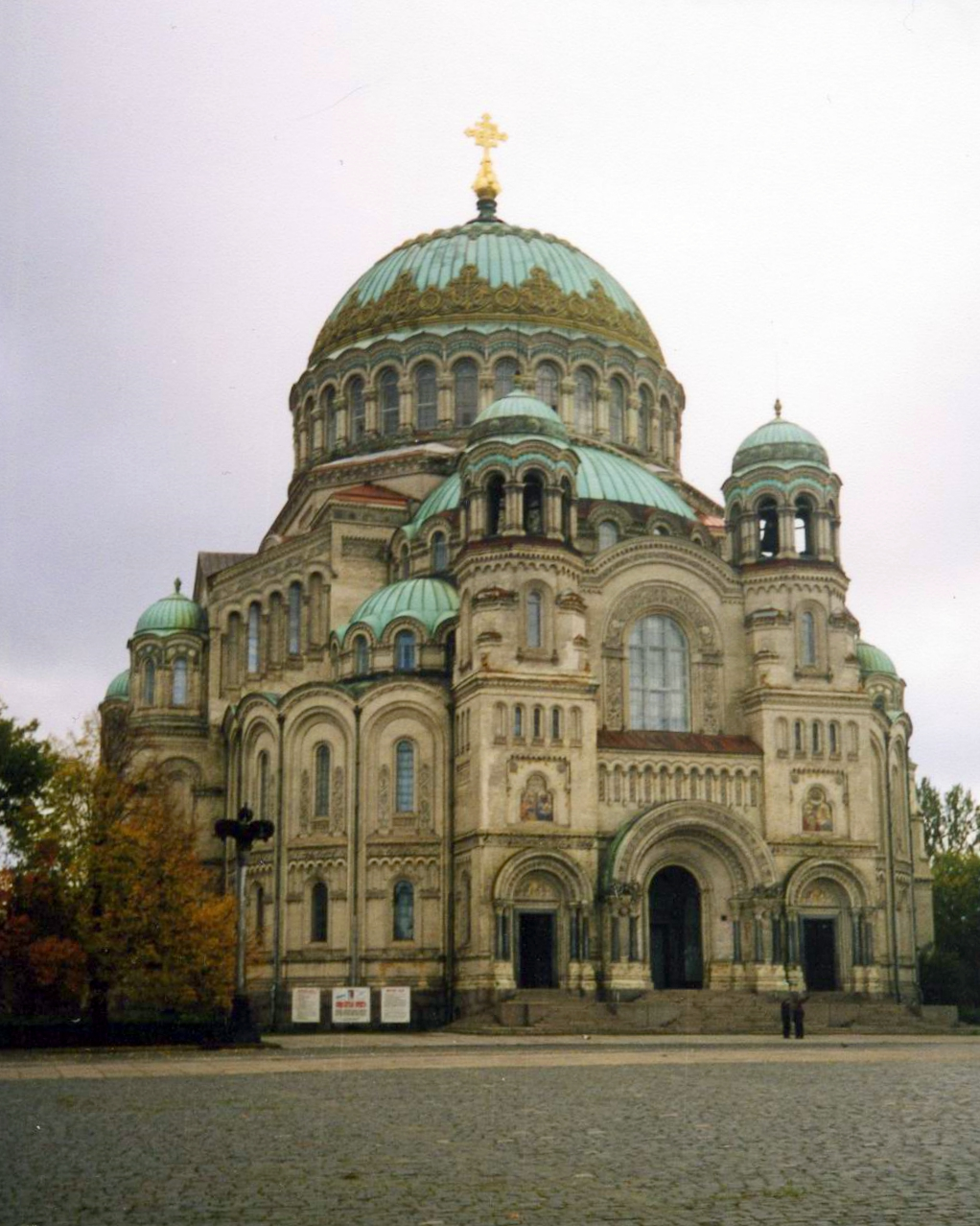
La catedral de Sant Nicolau del Mar, a Kronstadt

La mateixa vinculació de l'art romà d'Orient amb l'Imperi Romà d'Orient i amb el cerimonial i la pompa imperial, afegit a la legitimació que atorgava la fe ortodoxa facilitar l'expansió de l'art romà d'Orient en les zones geogràfiques vinculades a l'Ortodòxia, especialment als territoris de les actuals Ucraïna, Belarús i Rússia.
Una vegada que s'han consolidat l'ortodòxia i l'art romà d'Orient a les terres russes (per exemple, a Kíev es van copiar barris sencers de Constantinoble), la caiguda de Constantinoble en 1453, amb l'emigració que va portar aparellada el procés, va fer que emergeix l'Imperi Rus com a hereu natural de l'Imperi Romà d'Orient, assumint com a part inherent a aquesta herència els elements bàsics de l'art romà d'Orient.
D'altra banda, l'arquitectura romana d'Orient va obrir la porta a Europa Occidental a l'arquitectura romànica i a l'arquitectura gòtica. A Orient va exercir igualment una profunda influència en l'arquitectura islàmica, amb exemples destacats com en la mesquita dels Omeies de Damasc i la Cúpula de la Roca a Jerusalem, que posen en relleu en les seves decoracions el treball dels artesans i constructors de mosaics romans d'Orient. A Bulgària, Rússia, Romania, Geòrgia i en altres països de fe ortodoxa l'arquitectura romana d'Orient va seguir en vigor durant molt més temps, donant origen a diverses escoles arquitectòniques locals.
Al segle xix, paral·lelament al renaixement de l'art gòtic que va donar lloc a l'arquitectura neogòtica, es va desenvolupar igualment una arquitectura neobizantina, que va inspirar joies arquitectòniques com la catedral de Westminster a Londres. A Bristol, entre 1850 i 1880 es va generar un estil conegut com a Bizantí de Bristol, convertit en popular gràcies als edificis industrials que combinaven elements romans d'Orient amb altres procedents de l'estil arquitectònic mudèjar. Va ser desenvolupat a gran escala a Rússia per Konstantín Thon i pels seus deixebles, els qui van projectar la catedral de Sant Vladímir de Kíev, la catedral de Sant Nicolau de Kronstadt, la Catedral d'Alexandre Nevski (Sofia) i el monestir de Nou Atos, prop de Sukhumi. El major projecte neobizantí del segle xx va ser el Temple de Sant Sava a Belgrad.

## Arquitectura romana d'Orient a Espanya

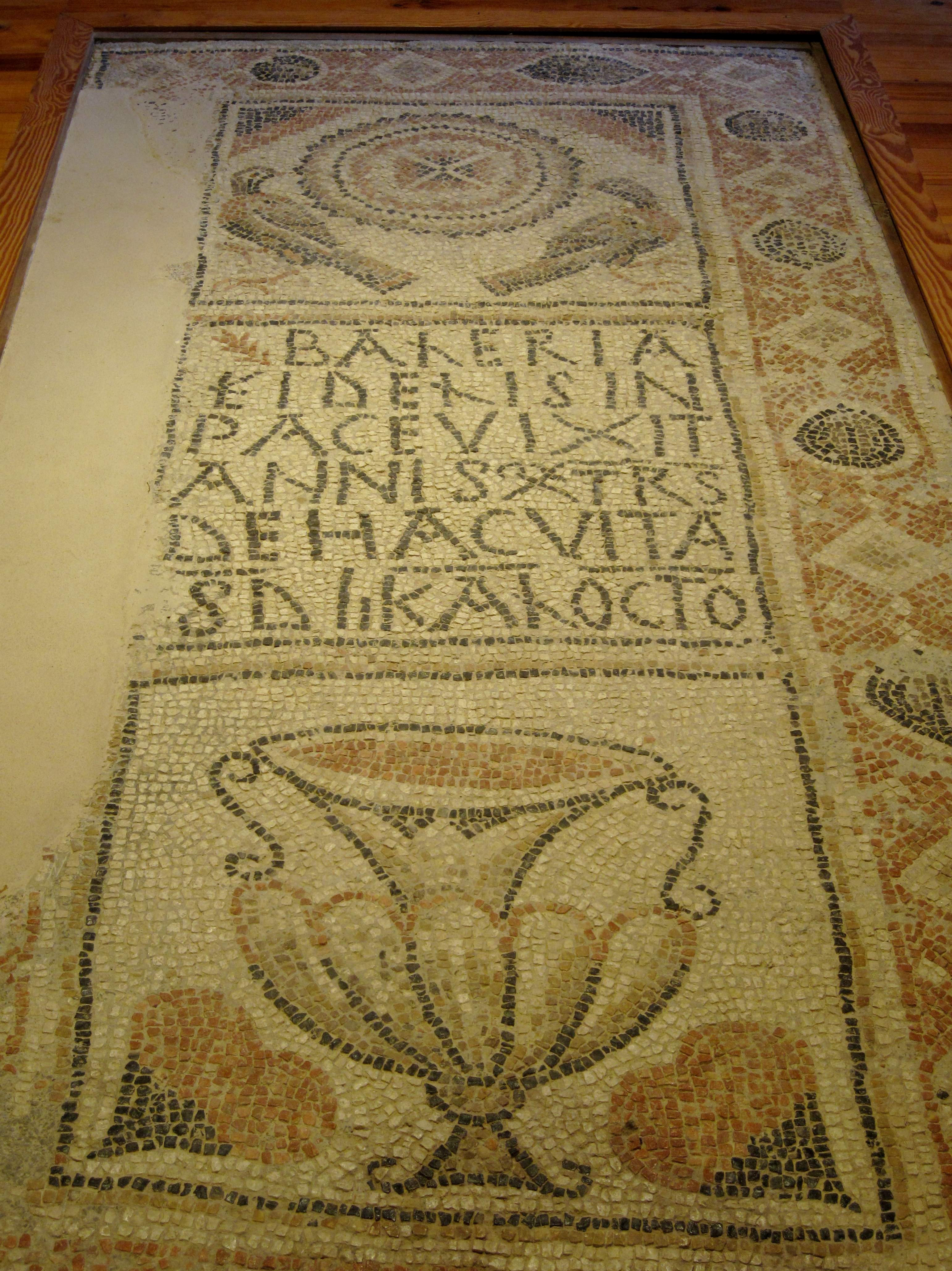
Mosaic de Baleria, procedent de la Basílica de Son Peretó (Museu de Historia de Manacor)

Les restes materials romanes d'Orient a les Illes Balears més importants corresponen al període de les Illes Balears sota l'Imperi Romà d'Orient i són un conjunt de basíliques paleocristianes rurals, a les illes de Mallorca (Son Peretó, Son Fadrinet, sa Carrotja i Cas Frares) i Menorca (Fornàs de Torelló, Son Bou, Cap del Port de Fornells, Illa den Colom i Illa del Rei), juntament amb el cenobi de Cabrera, que foren construïdes o reformades durant el període romà d'Orient, en general presenten elements constructius i decoratius, especialment els mosaics, d'influència oriental i nord-africana datables al segle vi.
També formen part del conjunt romà d'Orient els castells roquers d'Alaró, Castell del Rei i Santueri, a Mallorca, i de Santa Àgueda a Menorca, així mateix es conserven restes defensives d'aquesta època a dalt Vila a Eivissa, tot i que totes aquestes construccions són reutilitzacions d'època romana, com també ho degueren ser les ciutats de Pol·lentia i Palma.
Pel que fa a troballes arqueològiques destaquen un encenser sicilià trobat a Albenya i un penjoll amb una figura coronada trobat a s'Illot. També es conserva un capitell romà d'Orient al Convent de Santa Catalina i el basament central de l'Altar Major de la Seu de Palma, però en aquests darrers casos es tracta de peces d'època posterior a la dominació romana d'Orient.
A la península l'arquitectura romana d'Orient té molt escassa presència, rastrejant únicament exemples molt menors vinculats a la presència militar de l'Imperi Romà d'Orient en alguns breus períodes dels segles iv i v al sud-est peninsular. Així, per exemple, la muralla romana d'Orient de Cartagena.
Alguns dels elements propis de l'arquitectura romana d'Orient, especialment els adoptats d'exemples d'arquitectura romana d'Orient a Síria i altres punts d'Orient Mitjà, van ser introduïts a Espanya a través de l'arquitectura islàmica.